# Liste von Persönlichkeiten der Stadt Seattle
Die Liste von Persönlichkeiten der Stadt Seattle enthält Personen, die in Seattle im US-Bundesstaat Washington geboren wurden sowie solche, die in Seattle ihren Wirkungskreis hatten, ohne hier geboren zu sein. Beide Abschnitte sind jeweils chronologisch nach dem Geburtsjahr sortiert. Die Liste erhebt keinen Anspruch auf Vollständigkeit.

## In Seattle geborene Persönlichkeiten

### Bis 1900

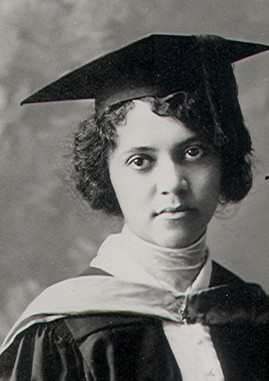
Alice Ball (1892–1916)

- Robert Stroud (1890–1963), Gewaltverbrecher
- Alice Ball (1892–1916), Chemikerin
- Frank L. Culin (1892–1967), Generalmajor der United States Army
- Frederick Schiller Faust (1892–1944), Schriftsteller und Drehbuchautor
- Karl Llewellyn (1893–1962), Rechtswissenschaftler
- Guthrie McClintic (1893–1961), Schauspieler, Film- und Theaterproduzent

### 20. Jahrhundert

#### 1901 bis 1910

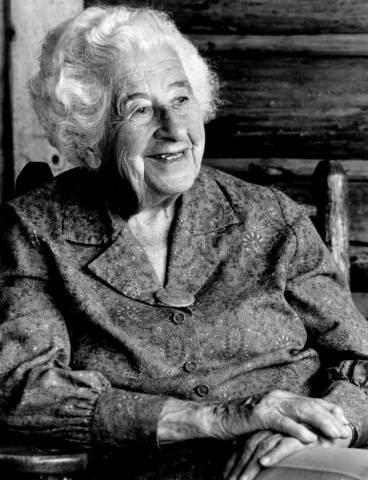
Margaret Murie (1902–2003)

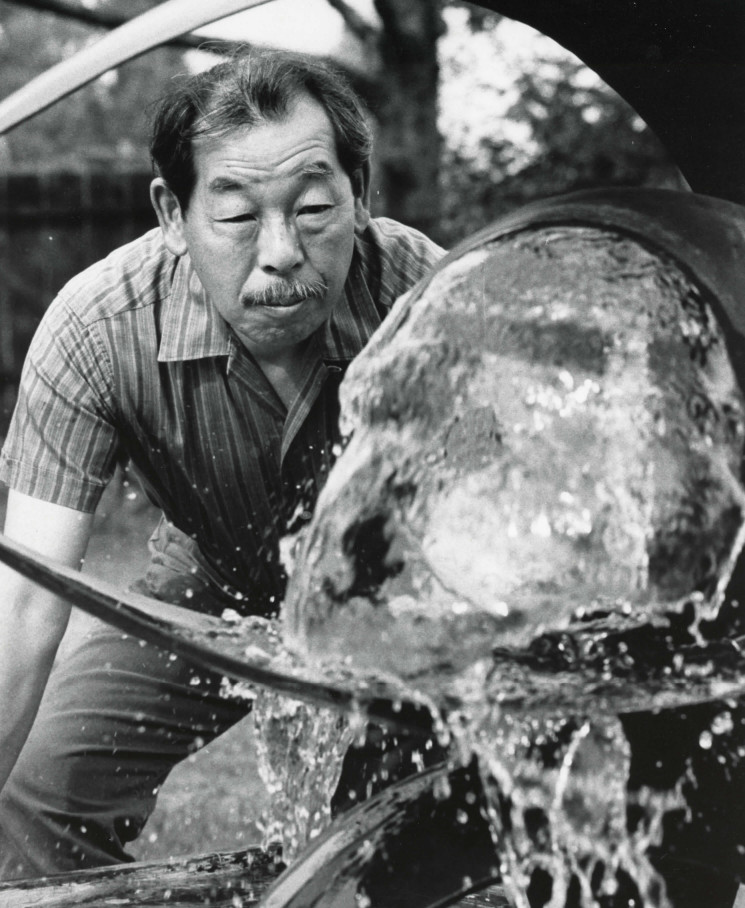
George Tsutakawa (1910–1997)

- Bradley Page (1901–1985), Schauspieler
- Welton Becket (1902–1969), Architekt
- Margaret Murie (1902–2003), Naturforscherin, Naturschützerin und Schriftstellerin
- Margaret O’Hagan Peterson (1902–1997), amerikanisch-kanadische Malerin und Hochschullehrerin
- Thomas Pelly (1902–1973), Politiker
- Ralph Julian Rivers (1903–1976), Politiker
- Bob Bartlett (1904–1968), Politiker
- Eugene Dennis (1905–1961), Politiker (CPUSA)
- Earl Leaf (1905–1980), Fotograf
- Horace Byers (1906–1998), Meteorologe
- Chester Carlson (1906–1968), Physiker und Patentanwalt
- Frank L. Horsfall (1906–1971), Virologe und Krebsforscher
- Cliff Garrett (1908–1963), Unternehmer
- Thomas Edward Gill (1908–1973), römisch-katholischer Geistlicher, Weihbischof in Seattle
- William Kuhlemeier (1908–2001), Turner
- Calvin S. Hall (1909–1985), Tiefenpsychologe und Traumwissenschaftler
- Roger Revelle (1909–1991), Ozeanograph und Klimatologe
- Constance Cummings (1910–2005), britische Film- und Theaterschauspielerin
- Hugh De Lacy (1910–1986), Politiker
- James FitzGerald (1910–1973), Bildhauer und Maler
- George Tsutakawa (1910–1997), Maler, Bildhauer und Kunstprofessor

#### 1911 bis 1920

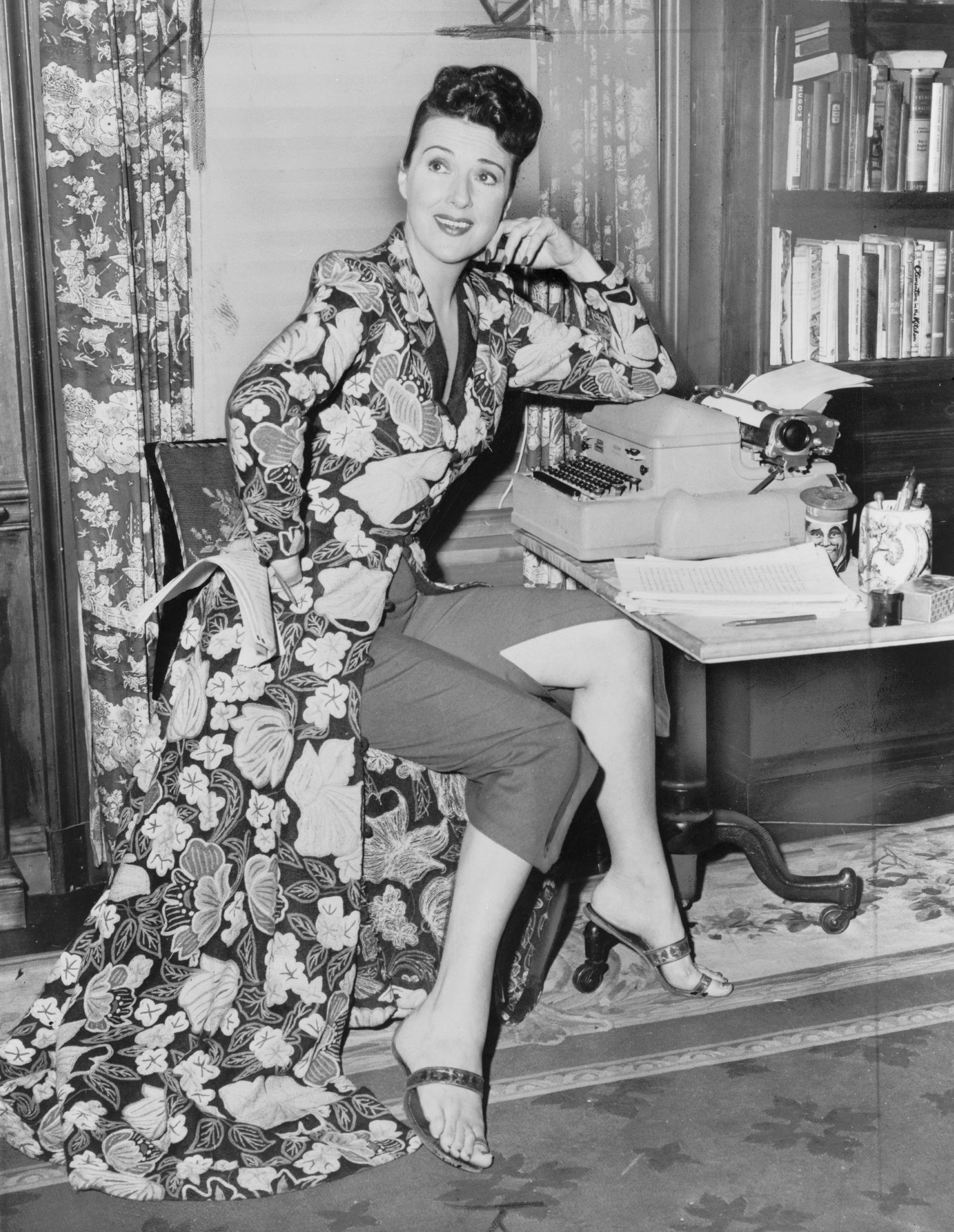
Gypsy Rose Lee (1911–1970)

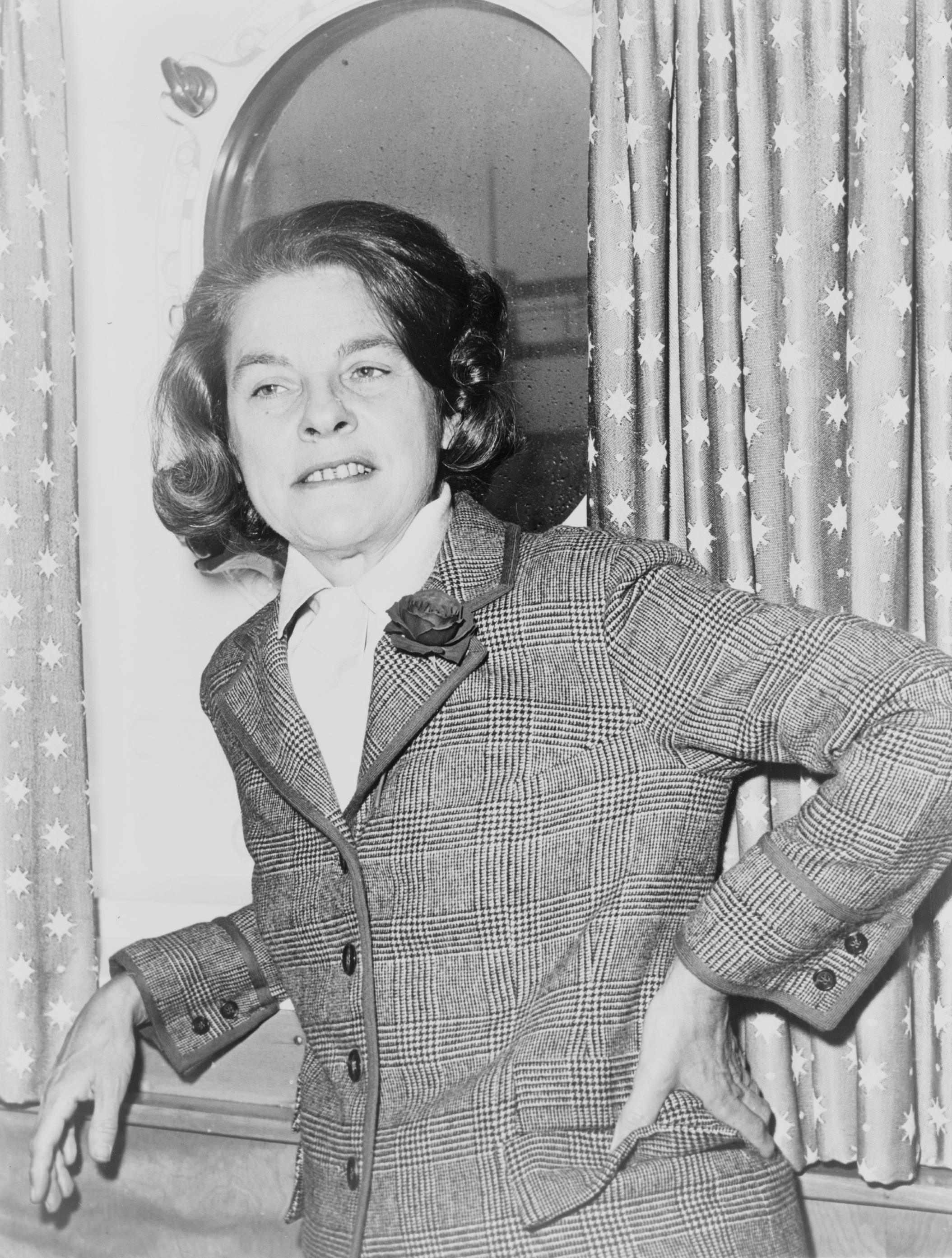
Mary McCarthy (1912–1989)

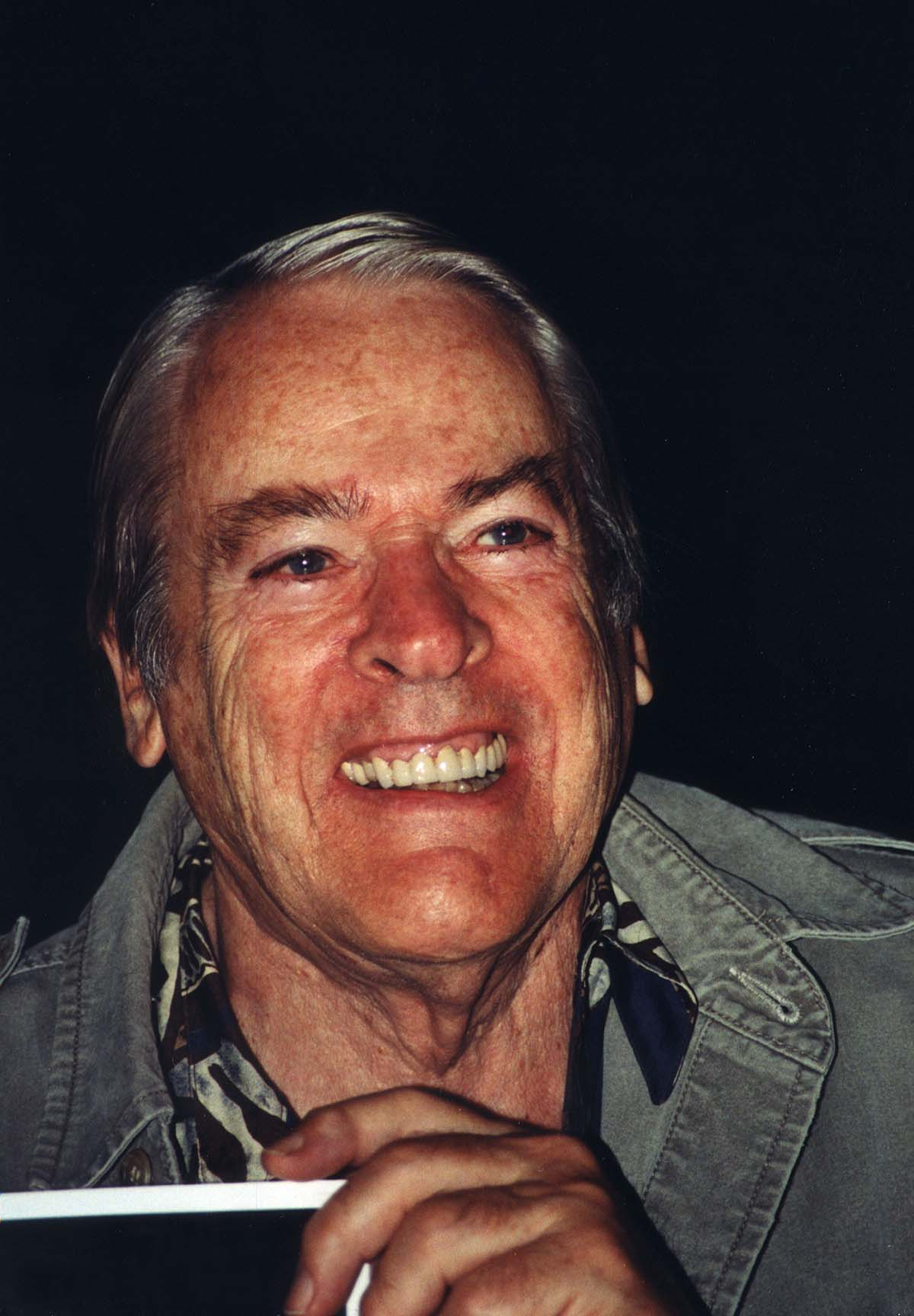
Kevin McCarthy (1914–2010)

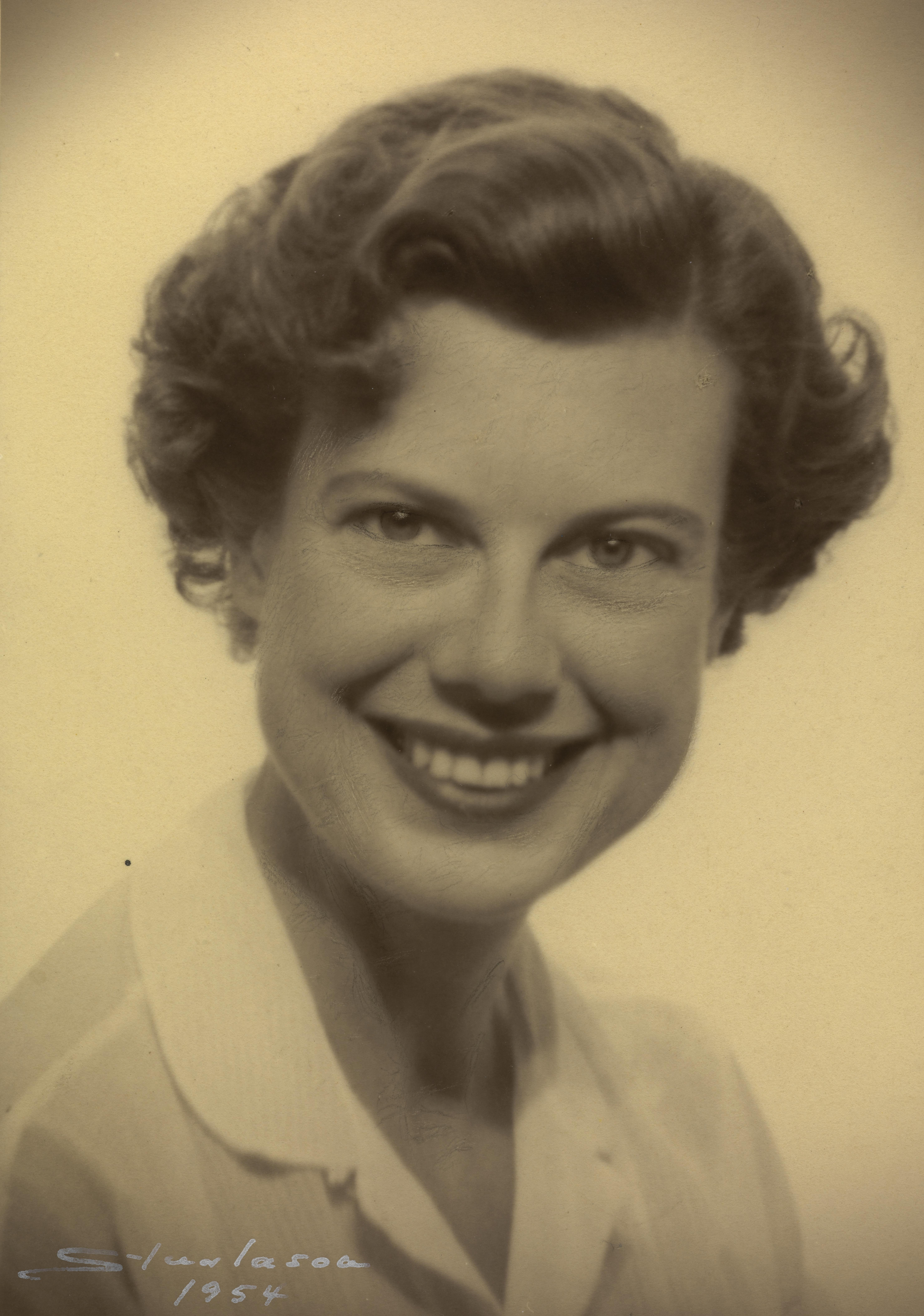
Ebba Haslund (1917–2009)

- Jane Hoffman (1911–2004), Schauspielerin
- Gypsy Rose Lee (1911–1970), Schauspielerin und Schriftstellerin
- Audrey Wurdemann (1911–1960), Dichterin und Pulitzer-Preisträgerin
- Whitney Harris (1912–2010), Jurist
- Mary McCarthy (1912–1989), Schriftstellerin und Frauenrechtlerin
- Minoru Yamasaki (1912–1986), Architekt
- William P. Yarborough (1912–2005), Lieutenant-General in der US Army
- James W. Dalton (1913–1977), Ingenieur
- Frances Farmer (1913–1970), Schauspielerin
- Jack Bradbury (1914–2004), Autor und Zeichner
- Matt Dennis (1914–2002), Jazz-Pianist, Sänger, Arrangeur und Songwriter
- Kevin McCarthy (1914–2010), Schauspieler
- Jim McMillin (1914–2005), Ruderer
- Jack Medica (1914–1985), Schwimmer
- Gordon Adam (1915–1992), Ruderer
- Stella Brooks (1915–2002), Jazz-Sängerin
- Herbert Morris (1915–2009), Ruderer
- Alfred J. Kolatch (1916–2007), Rabbiner, Autor und Verleger
- Phyllis Dearborn Massar (1916–2011), Fotografin und Kunsthistorikerin
- Jack Ross (1916–1982), Trompetensolist und Entertainer
- Frank Colacurcio (1917–2010), italienisch-amerikanischer Geschäftsmann
- Walter W. Dalquest (1917–2000), Mammaloge und Paläontologe
- Ebba Haslund (1917–2009), norwegische Schriftstellerin
- Alfred M. Moen (1917–2001), Erfinder des Einhebelmischers
- William Pullen (1917–2008), Schauspieler und Lehrer
- Bumps Blackwell (1918–1985), Musikproduzent und Songwriter
- William Ivey (1919–1992), Maler
- Hank Ketcham (1920–2001), Comiczeichner
- Salve H. Matheson (1920–2005), Generalmajor der United States Army
- Gene Nelson (1920–1996), Filmregisseur, Schauspieler, Drehbuchautor und Filmproduzent
- Jack Turner (1920–2004), Autorennfahrer

#### 1921 bis 1930

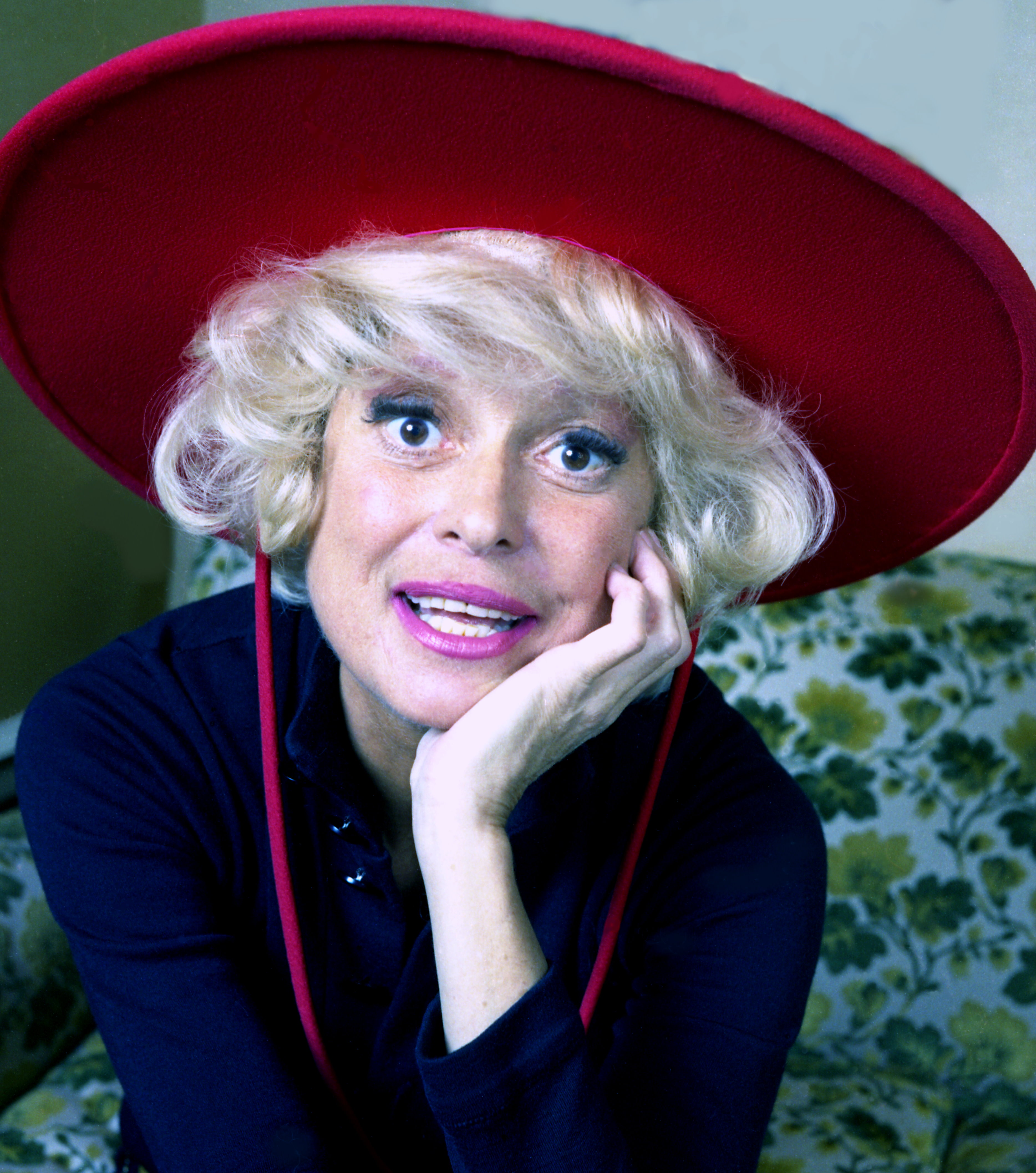
Carol Channing (1921–2019)

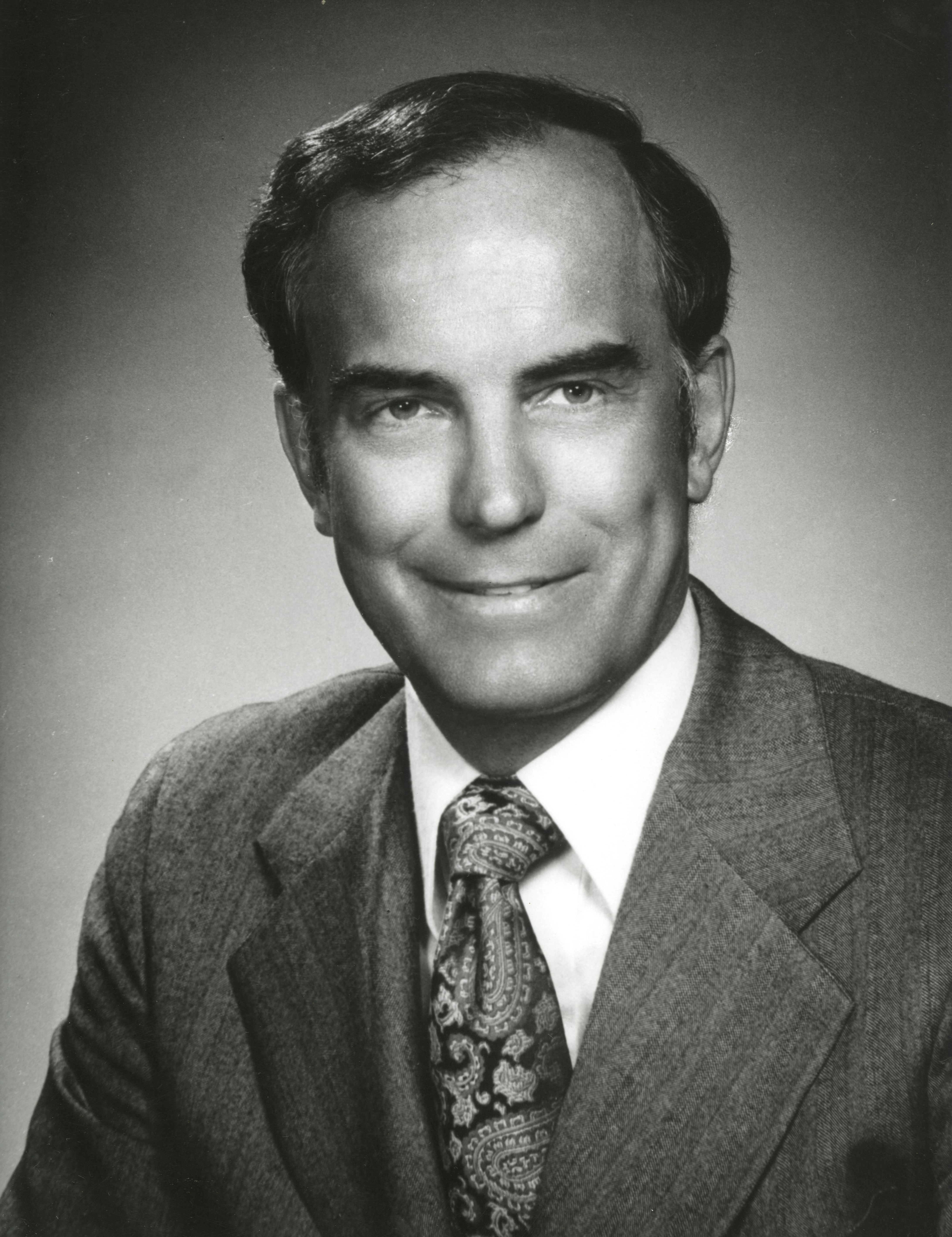
Daniel J. Evans (1925–2024)

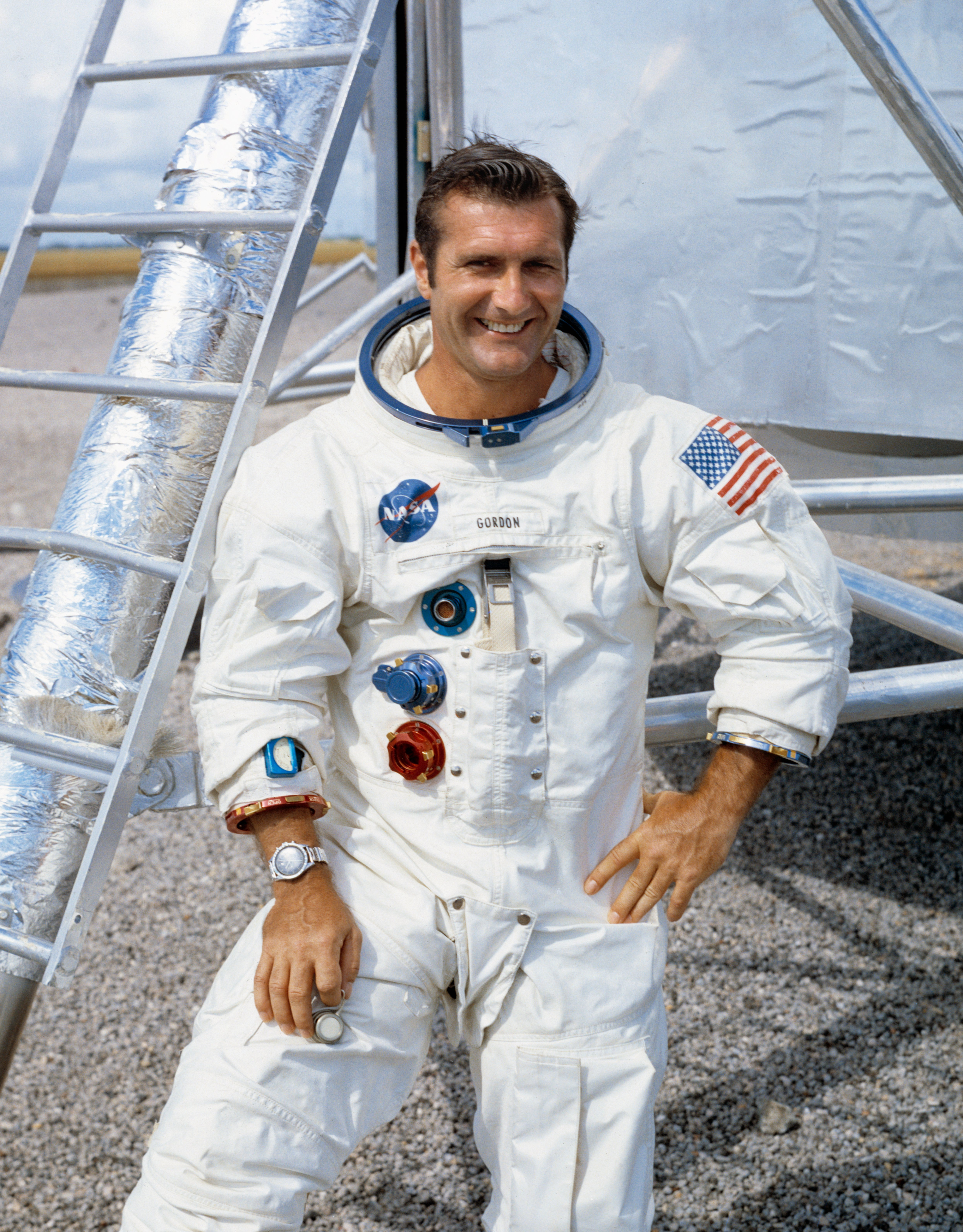
Richard Gordon (1929–2017)

- Carol Channing (1921–2019), Sängerin und Schauspielerin
- Warren Tallman (1921–1994), Literaturprofessor
- Steven Hill (1922–2016), Schauspieler
- Carl H. Mau (1922–1995), lutherischer Theologe
- Albert J. Reiss (1922–2006), Soziologe und Kriminologe
- William Tosh Yasutake (1922–2016), Fischpathologe
- Irving Stoy Reed (1923–2012), Mathematiker und Ingenieur
- Doris Totten Chase (1923–2008), Malerin, Bildhauerin, Videokünstlerin und Pädagogin
- Dick Collins (1924–2016), Jazz-Musiker
- John-Franklin Koenig (1924–2008), Maler und Collagekünstler
- Harley D. Nygren (1924–2019), Meereskundler
- Mary Randlett (1924–2019), Fotografin
- Daniel J. Evans (1925–2024), Politiker
- Keith Harvey Miller (1925–2019), Politiker und Gouverneur von Alaska
- Allen Morgan (1925–2011), Steuermann im Rudern
- Ralf Olin (1925–2007), kanadischer Eisschnellläufer
- Joel Pritchard (1925–1997), Politiker
- Miiko Taka (1925–2023), Schauspielerin
- Bob Will (1925–2019), Ruderer, Olympiasieger
- Douglas Croft (1926–1963), Schauspieler
- Arthur Hamilton (1926–2025), Songwriter
- Kerwin Mathews (1926–2007), Filmschauspieler
- John Spellman (1926–2018), Politiker
- Janet Thurlow (1926–2022), Jazzsängerin
- Richard Wailes (1926–2002), Ruderer
- Jannette Burr (1927–2022), Skirennläuferin
- Phillip D. Cagan (1927–2012), Ökonom und Autor
- Laird Koenig (1927–2023), Schriftsteller und Drehbuchautor
- Robert Paul Kraft (1927–2015), Astronom
- Richard Maxfield (1927–1969), Komponist
- Pete Schoening (1927–2004), Bergsteiger
- Dodie Heath (1926–2023), Filmschauspielerin
- Joseph Ossanna (1928–1977), Informatiker
- W. Russell Todd (1928–2023), Generalmajor der United States Army
- Jo Baer (1929–2025), Malerin und Grafikerin
- Arthur Barnard (1929–2018), Hürdenläufer
- Mary Maxwell Gates (1929–1994), Geschäftsfrau
- Richard Gordon (1929–2017), Astronaut
- James Whittaker (* 1929), Bergsteiger
- Meg Greenfield (1930–1999), Journalistin und Pulitzer-Preisträgerin

#### 1931 bis 1940

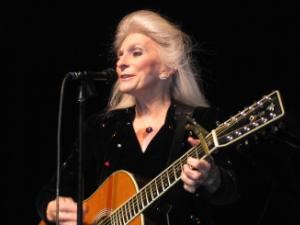
Judy Collins (* 1939)

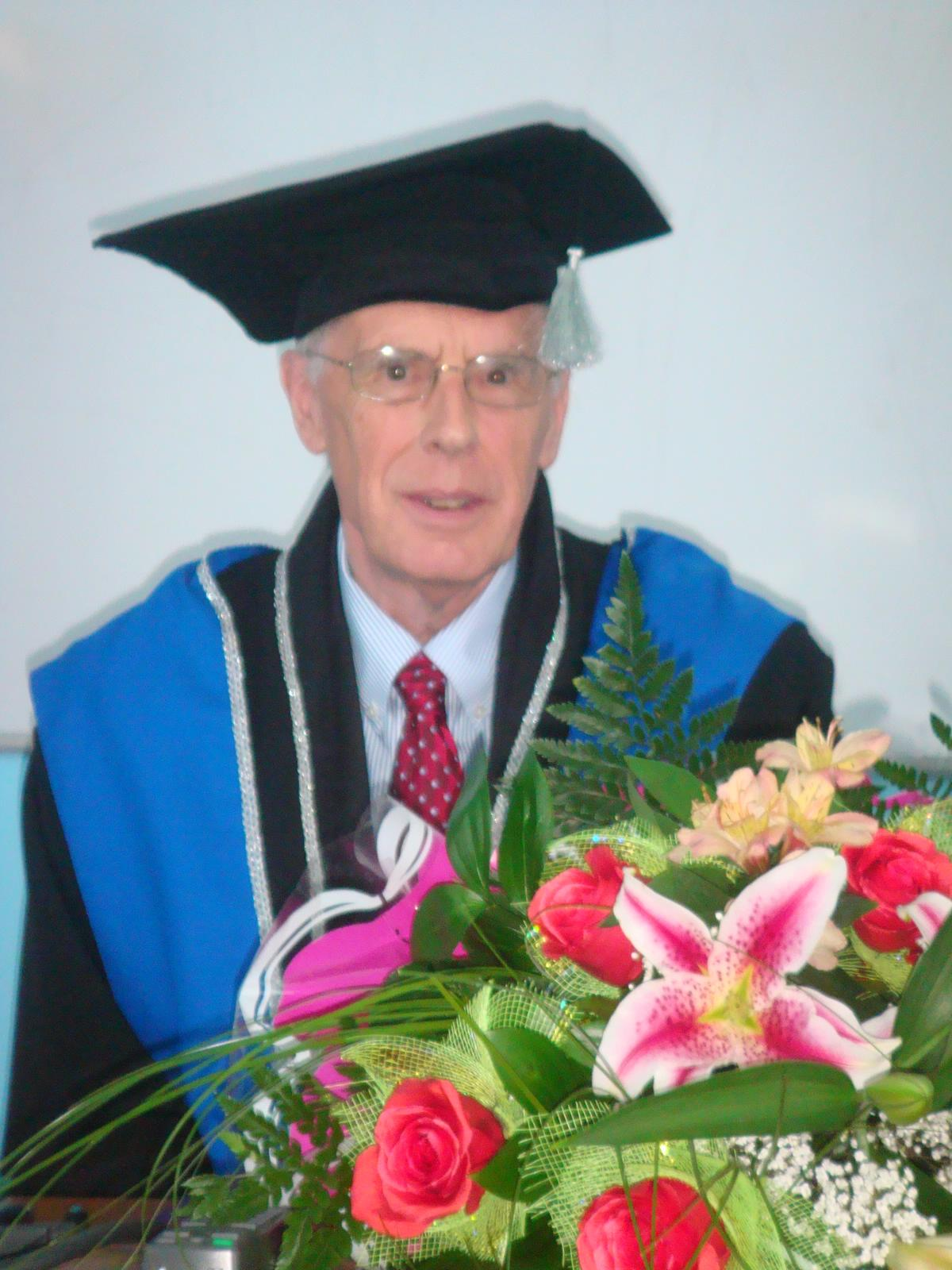
John E. Hopcroft (* 1939)

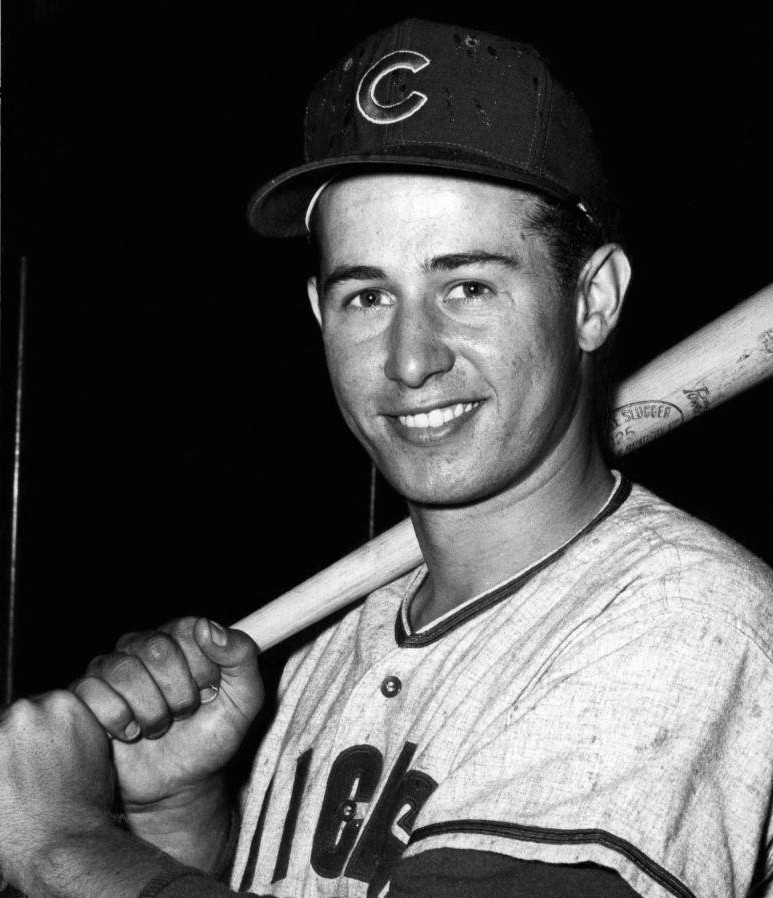
Ron Santo (1940–2010)

- Patti Bown (1931–2008), Pianistin des Modern Jazz
- Robert Landsburg (1931–1980), Fotograf
- Matthew Leanderson (1931–2006), Ruderer
- Bradley F. Smith (1931–2012), Historiker
- Richard Wahlstrom (1931–2003), Ruderer
- Arthur B. Ford (* 1932), Geologe und Polarforscher
- Hal Riney (1932–2008), Werbetexter, Art Director und Produzent
- Paul William Hodge (1934–2019), Astronom
- Jerry Lewis (1934–2021), Politiker
- Anthony C. E. Quainton (1934–2023), Diplomat
- William Quillian (1934–1973), Tennisspielerin
- Michael Paul Bertiaux (* 1935), Philosoph und Maler
- William Earl Buchan (* 1935), Segler
- Jesse R. Glover (1935–2012), Bruce Lees erster Schüler und Assistant Instructor
- Perry Green (* 1936), Pokerspieler
- Howard Jerome Keisler (* 1936), Mathematiker
- James Mathers (1936–2014), Schauspieler, Synchronsprecher und Drehbuchautor
- William Bolcom (* 1938), Komponist und Pianist
- Judy Collins (* 1939), Folksängerin und Songschreiberin
- Ron Holden (1939–1997), R’n’B-Sänger und Fernsehmoderator
- John E. Hopcroft (* 1939), Informatiker
- Al Strobel (1939–2022), Schauspieler
- John Garnett (* 1940), Mathematiker
- Norman Pfeiffer (1940–2023), Architekt
- Nancy Ramey (* 1940), Schwimmerin
- Ron Santo (1940–2010), Baseballspieler

#### 1941 bis 1950

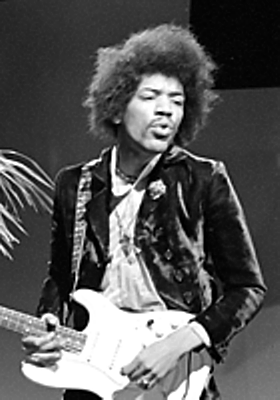
Jimi Hendrix (1942–1970)

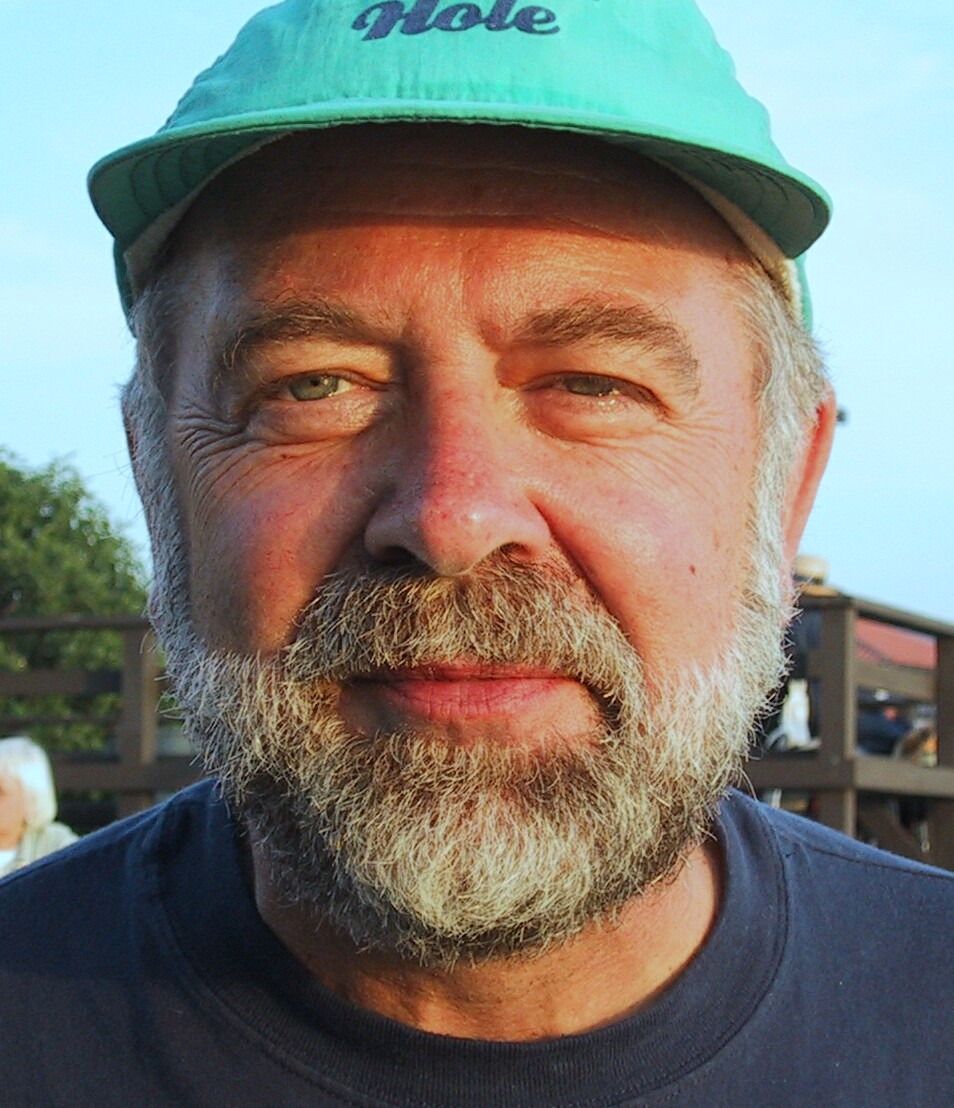
Roy Schwitters (1944–2023)

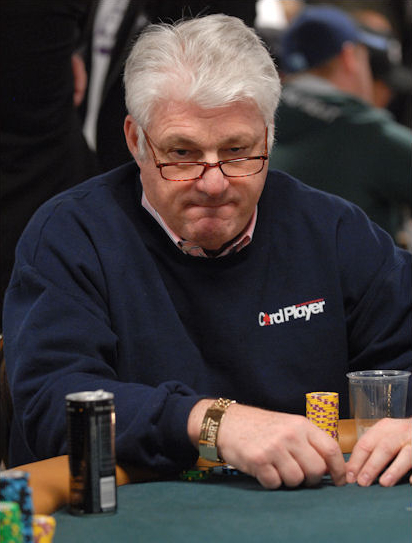
Barry Shulman (* 1946)

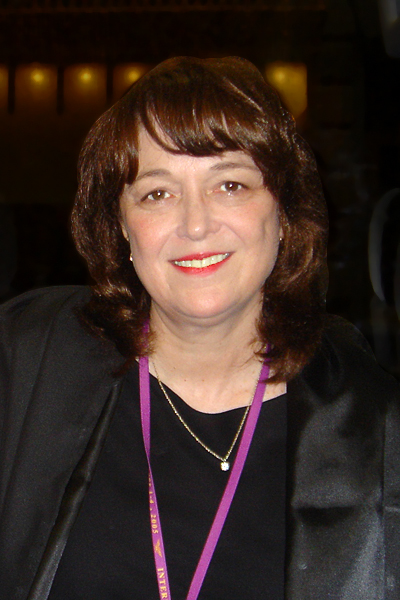
Linda B. Buck (* 1947)

- Jennifer Dunn (1941–2007), Politikerin
- Theodore Mittet (1941–2024), Ruderer
- Robert A. Wicklund (1941–2020), Sozial- und Motivationspsychologe
- Jimi Hendrix (1942–1970), Gitarrist und Sänger
- Gary Kildall (1942–1994), Erfinder des Betriebssystems CP/M und Gründer von Digital Research
- David G. Myers (* 1942), Professor der Psychologie
- Terry Fox (1943–2008), Aktionskünstler, Maler und Bildhauer
- Richard Roblee (* 1943), Posaunist
- Don Simpson (1943–1996), Filmproduzent
- Brian Sternberg (1943–2013), Leichtathlet
- Judi Rollick (1944–2022), kanadische Badmintonspielerin
- Roy Schwitters (1944–2023), Physiker
- Lorna Dyer (* 1945), Eiskunstläuferin
- Gordon Eklund (* 1945), Science-Fiction-Autor
- Bruce Leven (1945–2017), Autorennfahrer und Unternehmer
- John Aylward (1946–2022), Schauspieler
- Bob Bingham (1946–2025), Schauspieler und Sänger
- Tom Gorman (* 1946), Tennisspieler
- Ronald Kauffman (* 1946), Eiskunstläufer
- Caroline Leaf (* 1946), Animatorin
- Barry Shulman (* 1946), Pokerspieler
- Sheila Silver (* 1946), Komponistin und Musikpädagogin
- Roger S. Bagnall (* 1947), Althistoriker und Papyrologe
- Linda B. Buck (* 1947), Neurophysiologin
- Phil Driscoll (* 1947), Sänger, Trompeter und Songwriter
- Vyvyn Lazonga (* 1947), Tätowiererkünstlerin
- Gregg Rolie (* 1947), Keyboarder, Organist und Sänger
- Jennifer Warnes (* 1947), Sängerin
- Cynthia Kauffman (* 1948), Eiskunstläuferin
- Blu Mankuma (* 1948), Schauspieler
- Barbara Earl Thomas (* 1948), Künstlerin und Schriftstellerin
- Franklin Raines (* 1949), Wirtschaftsmanager
- Ann Reinking (1949–2020), Schauspielerin, Tänzerin und Choreografin
- Jay Thomas (* 1949), Jazzmusiker
- Peter W. Chiarelli (* 1950), General
- Lynn Colella (* 1950), Schwimmerin
- Arthur D. Levinson (* 1950), Wissenschaftler und Manager
- Gary Locke (* 1950), Politiker
- John Swartzwelder (* 1950), Comedydrehbuchautor

#### 1951 bis 1960
- Daryl Anderson (* 1951), Schauspieler
- Rick Colella (* 1951), Schwimmer
- Susan Corrock (* 1951), Skirennläuferin

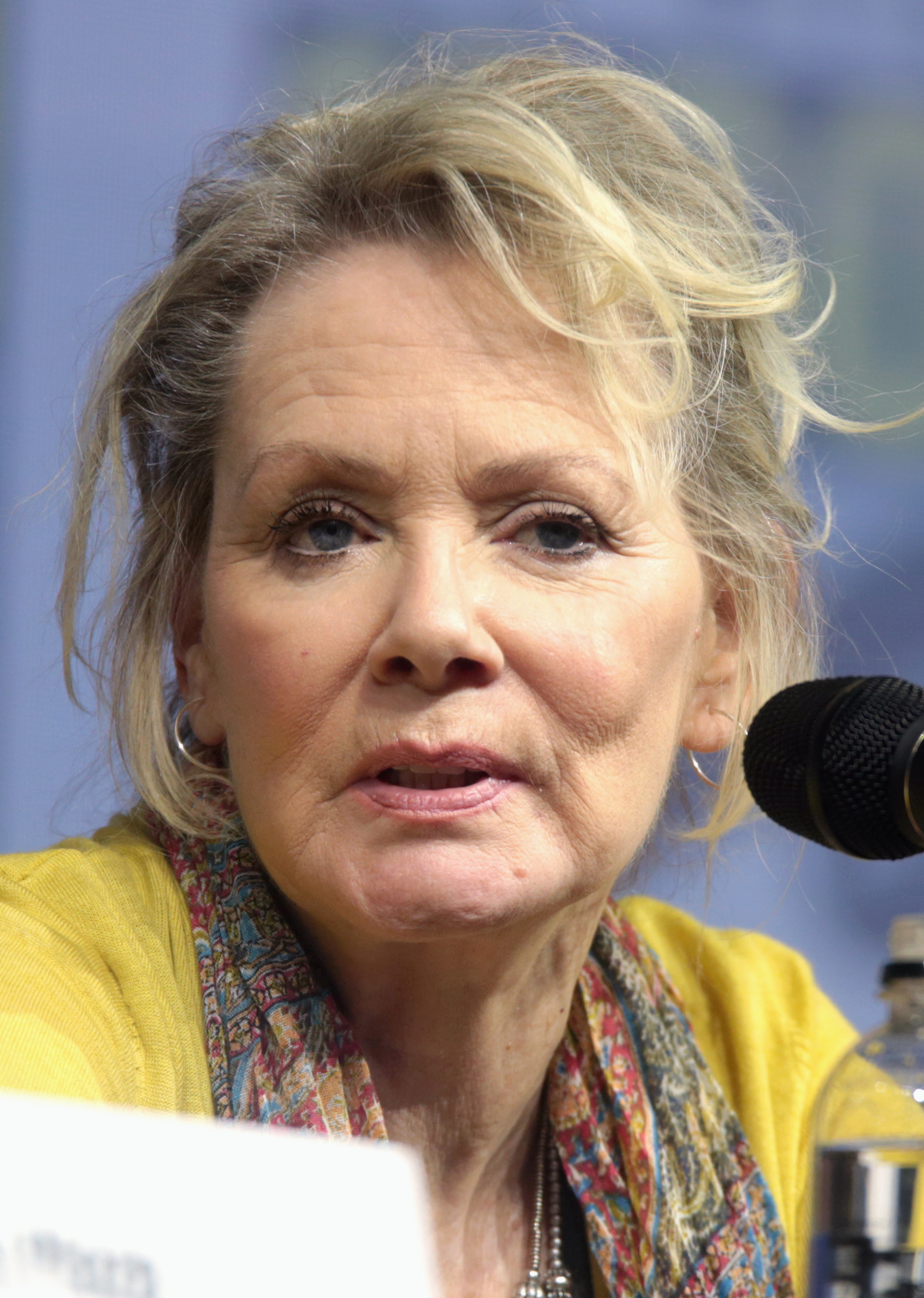
Jean Smart (* 1951)

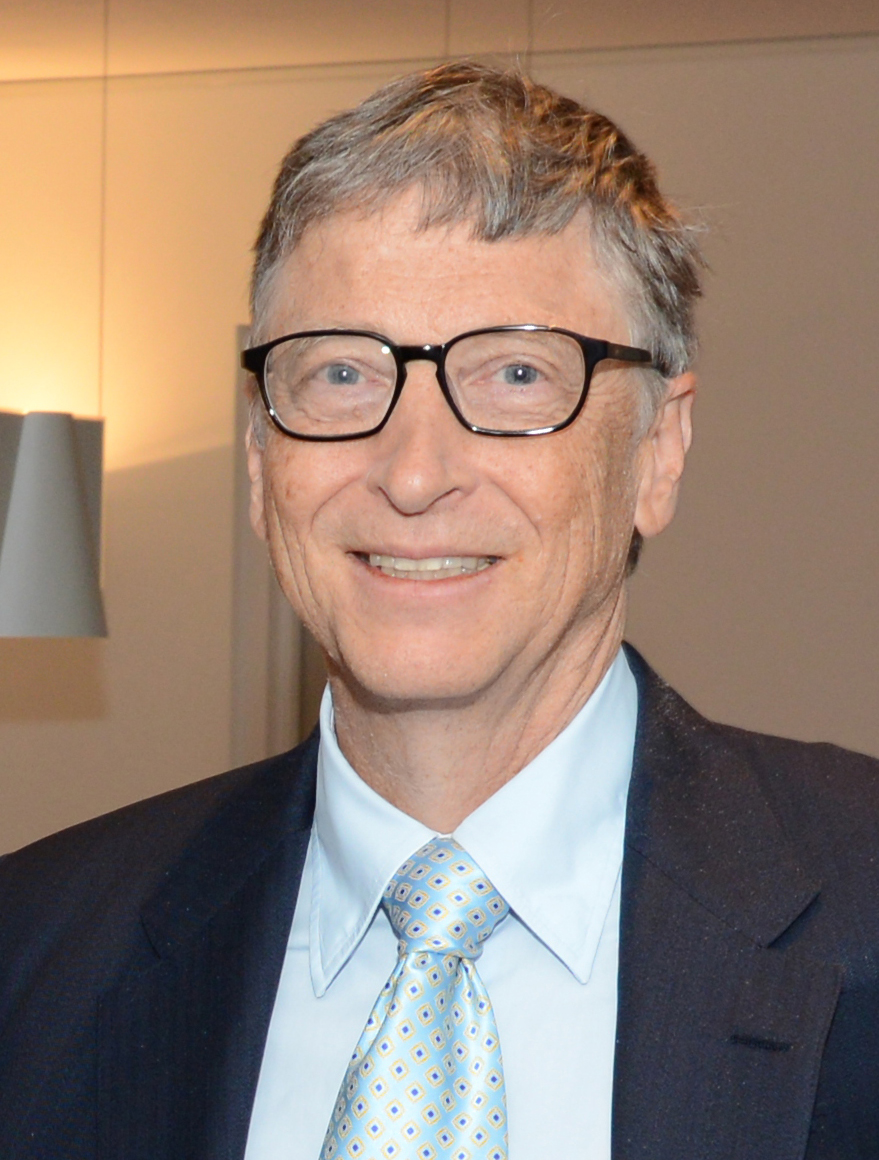
Bill Gates (* 1955)

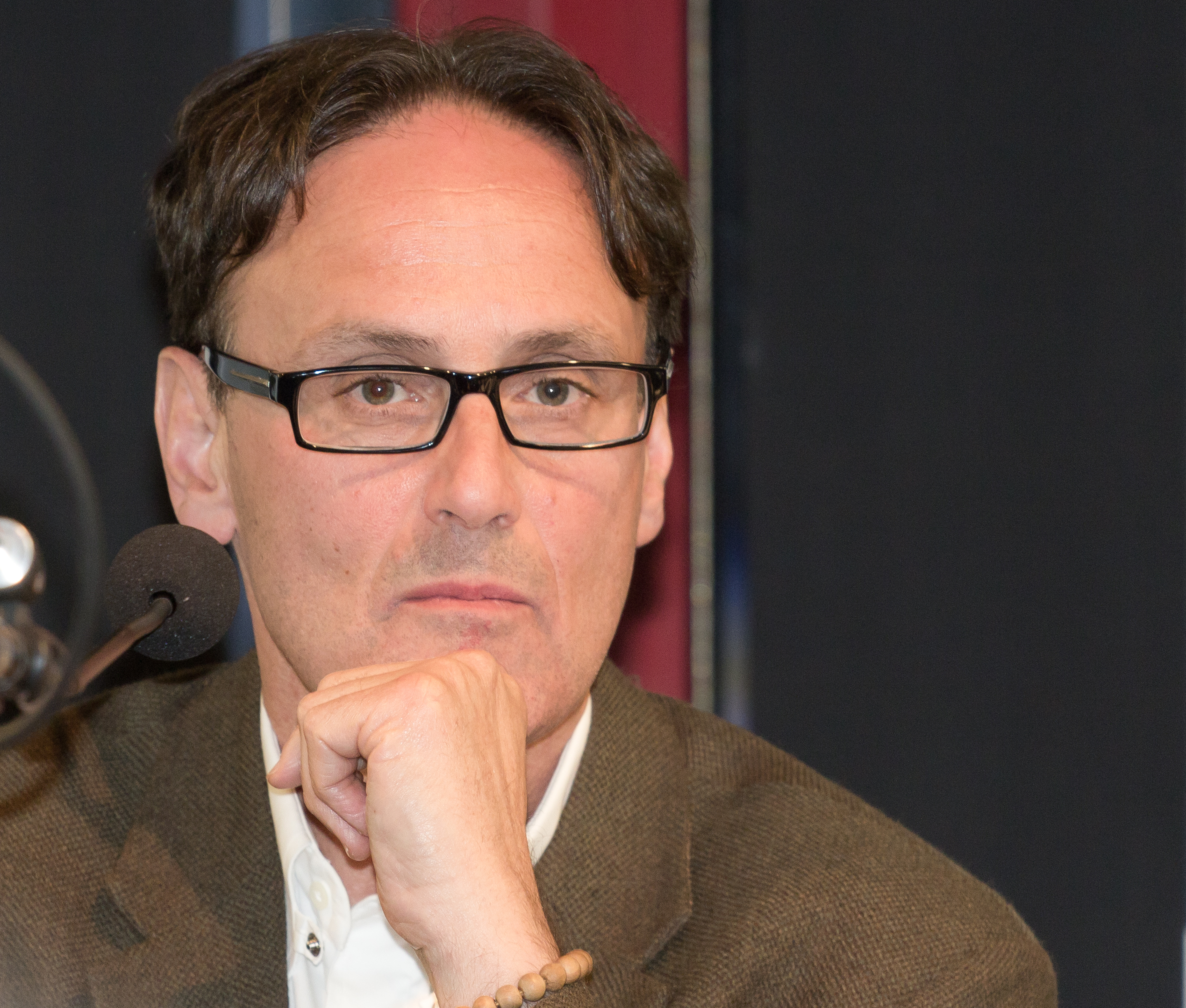
David Guterson (* 1956)

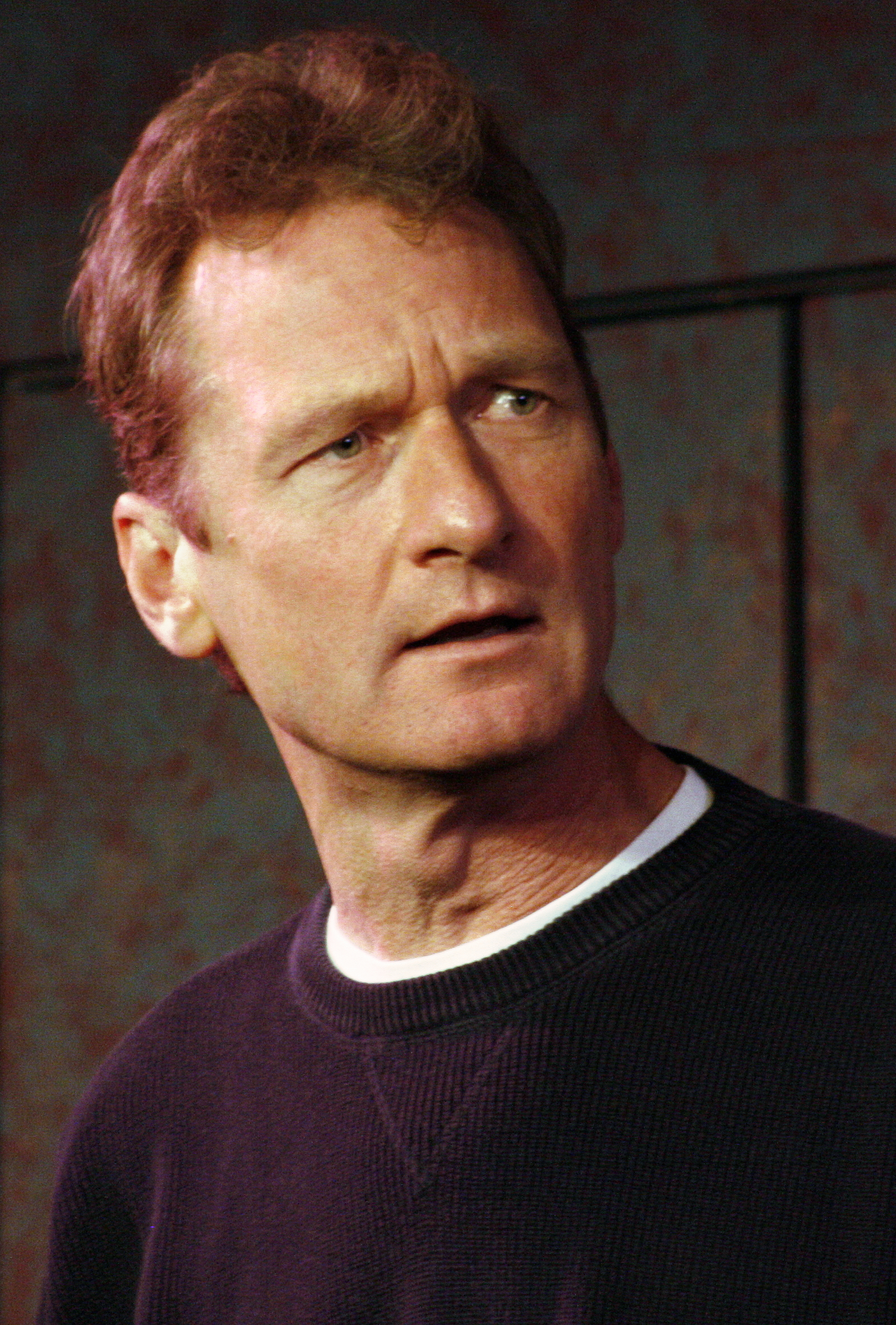
Ryan Stiles (* 1959)

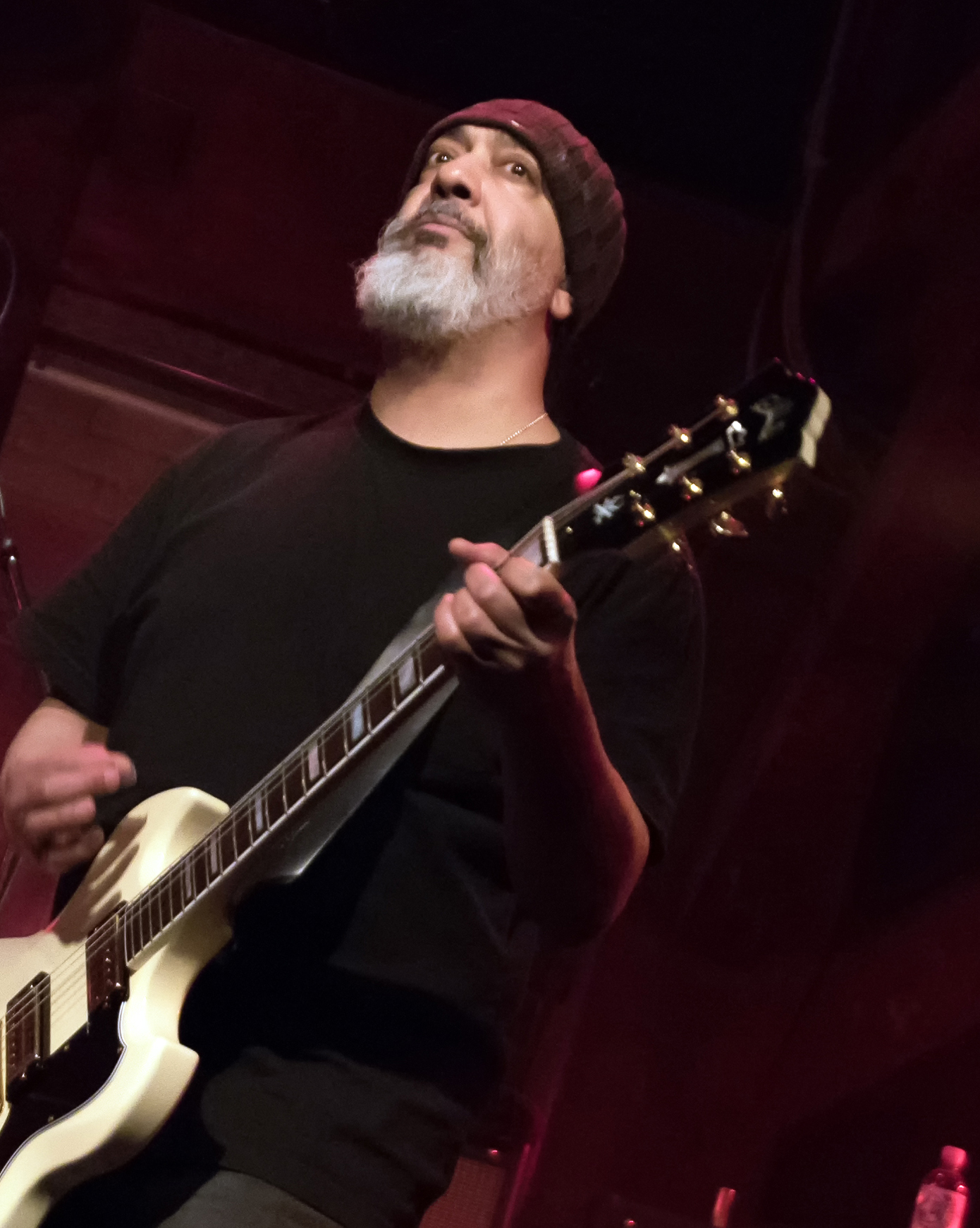
Kim Thayil (* 1960)

- Douglas Haldeman (* 1951), Psychologe, Psychotherapeut und Autor
- Douglas Hanahan (* 1951), Biochemiker und Krebsforscher
- Jay Inslee (* 1951), Politiker
- David Paul Jackson (* 1951), Tibetologe
- Judy Nagel (* 1951), Skirennläuferin
- Stephen Scot Oswald (* 1951), Astronaut
- Jean Smart (* 1951), Schauspielerin
- Greg Valentine (* 1951), Wrestler
- Art Wolfe (* 1951), Naturfotograf
- Catherine Clinton (* 1952), Historikerin
- Janet Harville (* 1952), Ruderin
- Mark Norelius (* 1952), Ruderer
- Pamela Roylance (* 1952), Schauspielerin
- O. Alan Weltzien (* 1952), Literaturwissenschaftler
- Oleta Adams (* 1953), Soul-Sängerin, Jazz-Sängerin und Pianistin
- Paul Allen (1953–2018), Unternehmer
- Barbara Minty (* 1953), Schauspielerin, Autorin und Fotomodel
- Howie Seago (* 1953), Schauspieler und Theaterregisseur
- Randy Hansen (* 1954), Gitarrist
- Gregory Carl Johnson (* 1954), Astronaut
- Kim Plainfield (1954–2017), Schlagzeuger und Komponist
- James Edwards (* 1955), Basketballspieler
- Hal Foster (* 1955), Kunsthistoriker, Publizist und Kunstkritiker
- Bill Gates (* 1955), Unternehmer und Programmierer
- Steve Lynch (* 1955), Rock- und Studiogitarrist
- William Carl Buchan (* 1956), Segler
- Kenny G (* 1956), Saxophonist
- David Guterson (* 1956), Schriftsteller
- Richard Karn (* 1956), Schauspieler und Showmaster
- Susanna Driano (* 1957), Eiskunstläuferin
- Brian Stokes Mitchell (* 1957), Schauspieler und Sänger
- Gordon Sondland (* 1957), Unternehmer
- Kevin Tarte (* 1957), Musical-Sänger
- Charlotte Watson Sherman (* 1958), Autorin und Psychotherapeutin
- Fred Couples (* 1959), Profigolfer
- Mark Lindquist (* 1959), Schriftsteller und Staatsanwalt
- Jonathan McKee (* 1959), Segler
- Ryan Stiles (* 1959), Schauspieler und Komiker
- Mario Batali (* 1960), Koch, Kochbuchautor und Gastronom
- Robert Hudson (* 1960), Dokumentarfilmer und Produzent
- Mike Luckovich (* 1960), Karikaturist und zweifacher Pulitzer-Preisträger
- Karl Mecklenburg (* 1960), American-Football-Spieler
- Kim Thayil (* 1960), Musiker

#### 1961 bis 1970
- Warrel Dane (1961–2017), Sänger

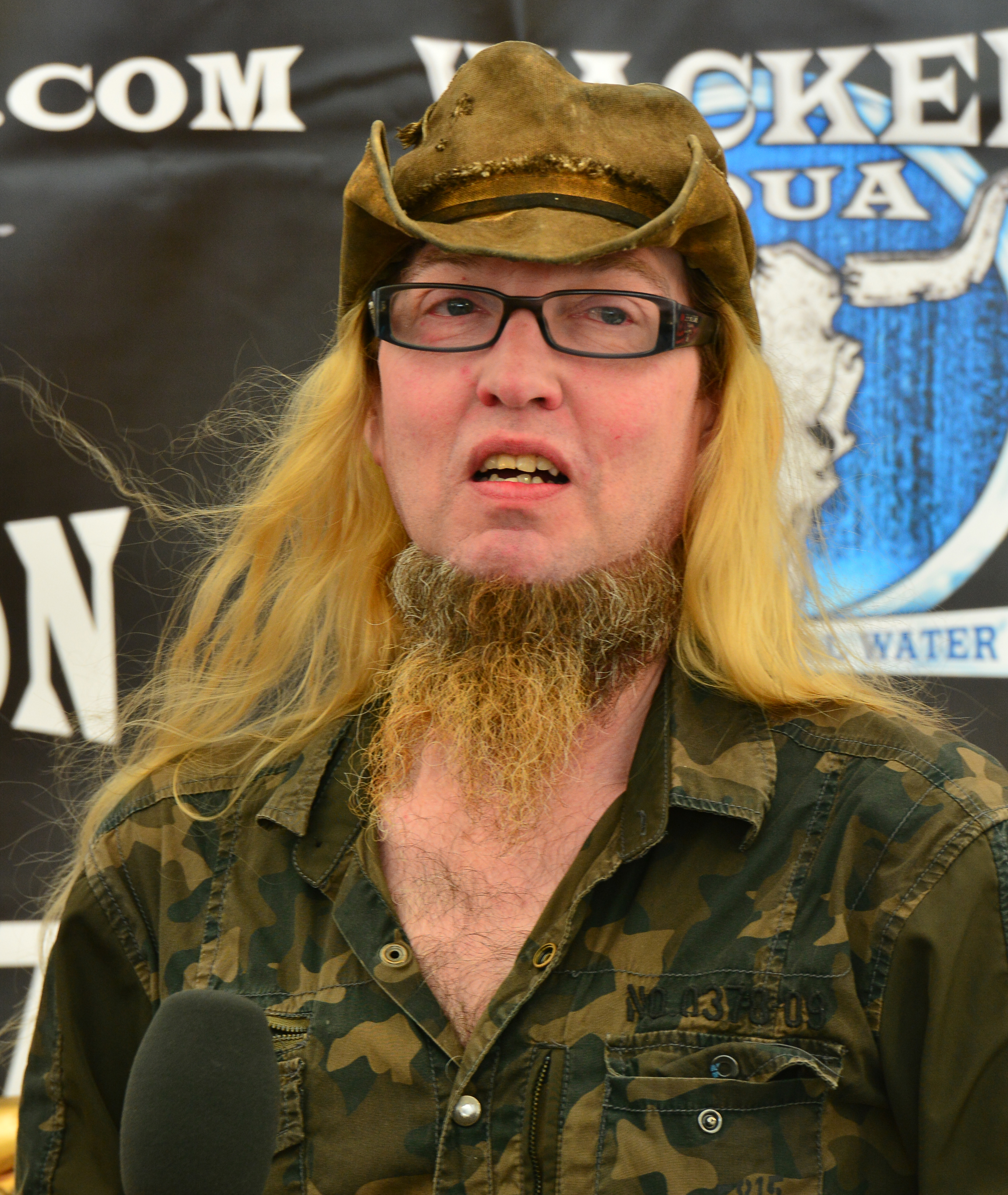
Warrel Dane (1961–2017)

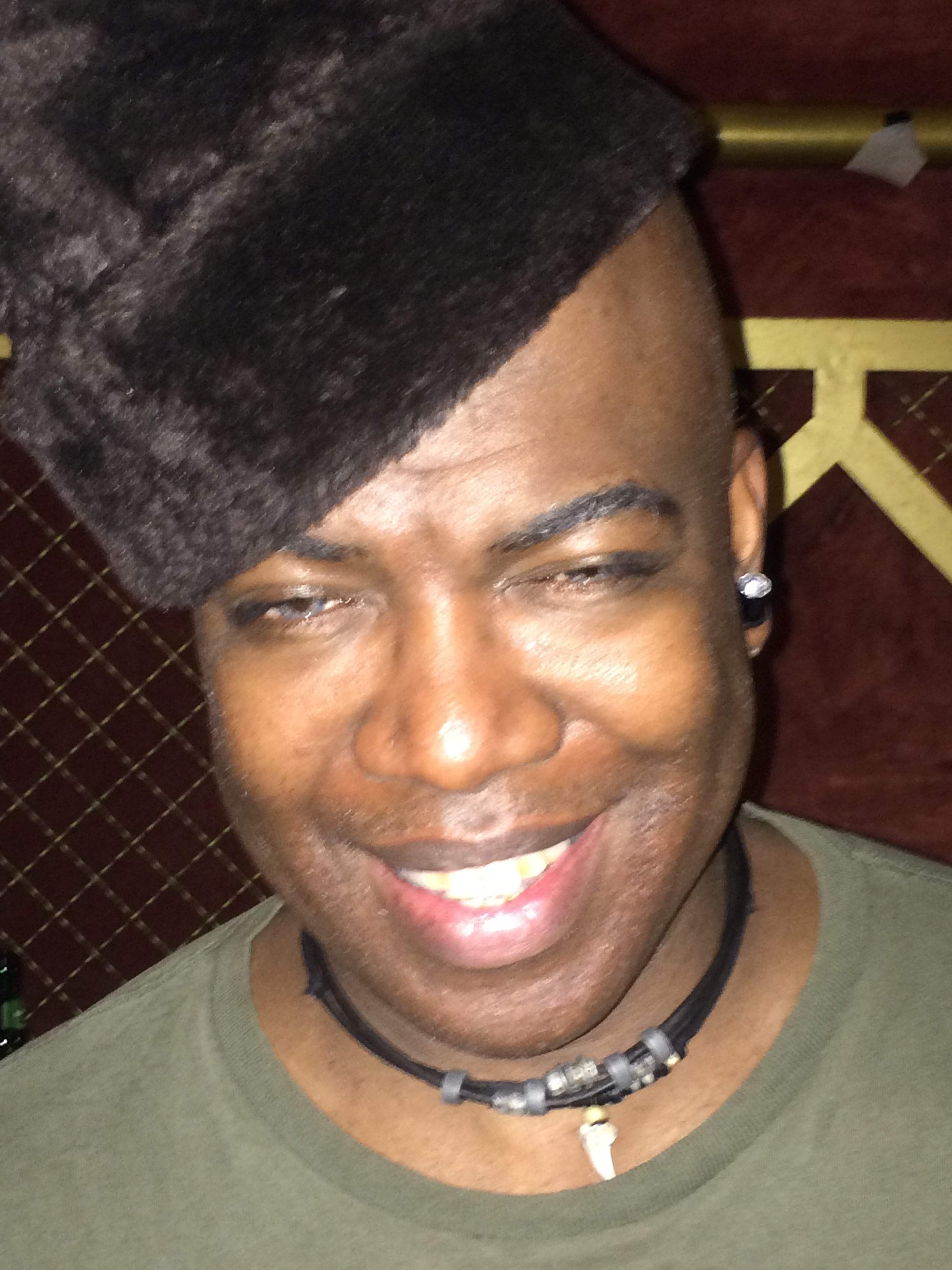
Melvin Brannon (* 1962)

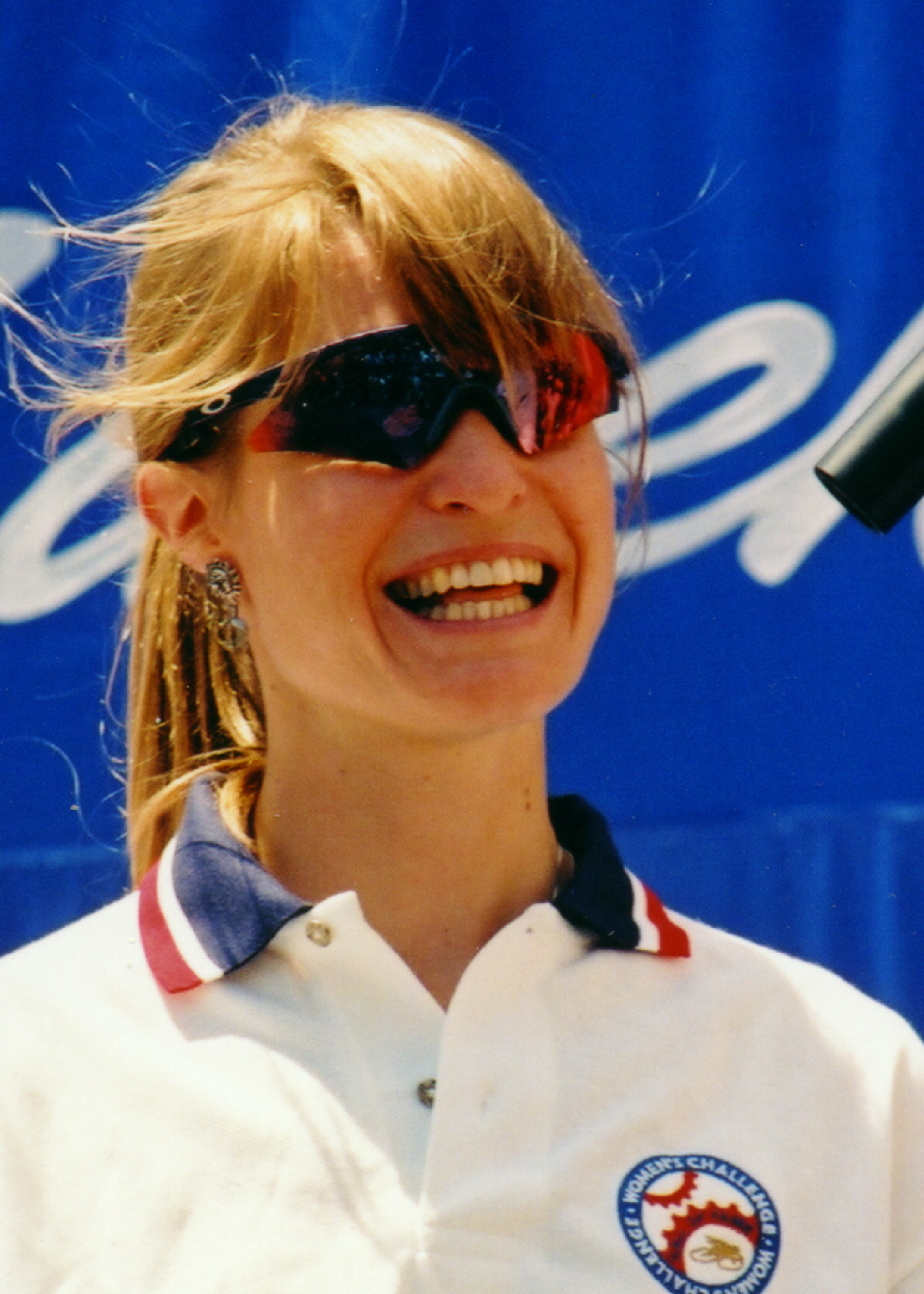
Rebecca Twigg (* 1963)

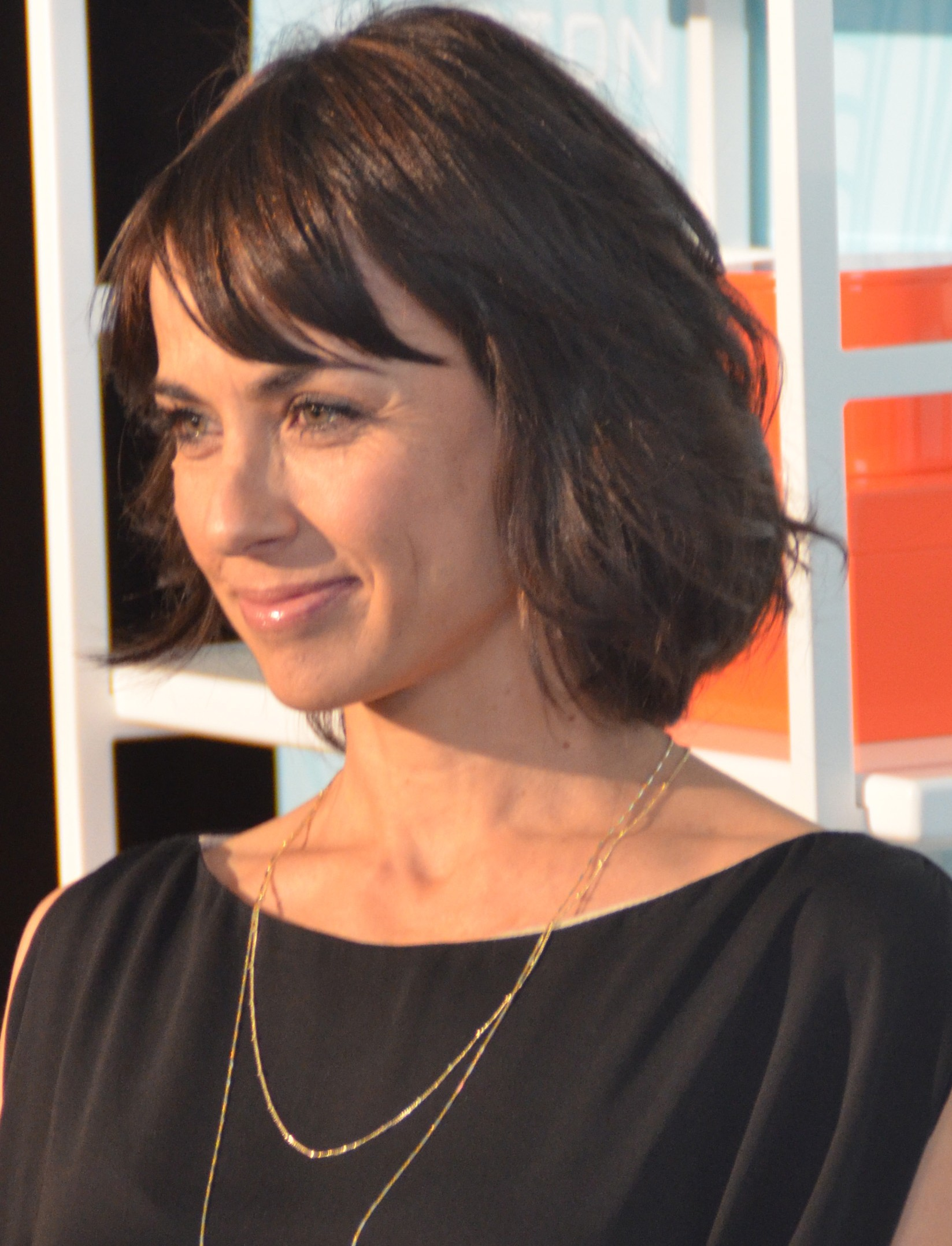
Constance Zimmer (* 1970)

- Bill Anschell, Jazzpianist, Komponist, Autor und Musikproduzent
- Gordon Dahlquist (* 1961), Schriftsteller und Bühnenautor
- Sam Durant (* 1961), Bildhauer und Installationskünstler
- Mark O’Connor (* 1961), Geiger, Fiddlespieler, Gitarrist, Mandolinspieler, Komponist und Musikpädagoge
- Hiro Yamamoto (* 1961), Bassist
- Mark Arm (* 1962), Sänger und Gitarrist
- Kenneth O. Boulton (* 1962), Pianist und Musikpädagoge
- Melvin Brannon (* 1962), Bassist
- Jean O. Lanjouw (1962–2005), Ökonomin, Autorin, Wissenschaftlerin und Professorin
- Greta Matassa (* 1962), Jazz-Sängerin
- Charles McKee (* 1962), Segler
- Tamara Clatterbuck (* 1963), Schauspielerin
- Candy Costie (* 1963), Synchronschwimmerin
- Clark Gayton (* 1963), Jazz- und Studiomusiker
- Sir Mix-a-Lot (* 1963), Rapper und Musikproduzent
- Clark Spencer (* 1963), Filmproduzent
- Rebecca Twigg (* 1963), Radrennfahrerin
- Tim Alverson (* 1964), Filmeditor
- Chris Cornell (1964–2017), Sänger
- Annie Leonard (* 1964), Kritikerin
- Duff McKagan (* 1964), Bassist
- Kirsten Johnson (* 1965), Kamerafrau, Filmproduzentin, Filmregisseurin und Drehbuchautorin von Dokumentarfilmen
- Paul Randles (1965–2003), Spieleautor
- Steve Turner (* 1965), Rockmusiker und Gitarrist
- Timothy Ray Brown (1966–2020), Übersetzer und erster HIV geheilter
- Gail Devers (* 1966), Leichtathletin
- Stone Gossard (* 1966), Gitarrist und Songwriter
- John Maeda (* 1966), Designer, Autor und Präsident der Rhode Island School of Design
- Jeffrey Dean Morgan (* 1966), Schauspieler
- Rainn Wilson (* 1966), Schauspieler
- Marcus Chong (* 1967), Schauspieler
- Chris Speed (* 1967), Saxophonist und Klarinettist sowie Komponist und Bandleader
- Corey Stapleton (* 1967), Politiker (Republikanische Partei)
- Samantha Strong (* 1967), Pornodarstellerin
- John Roderick (* 1968), Musiker und Podcaster
- John Bishop (* 1969), Jazzmusiker und Musikproduzent
- Pete Droge (* 1969), Singer-Songwriter und Musiker
- Greg Anderson (* 1970), Musiker
- Josie Bissett (* 1970), Schauspielerin
- Doug Christie (* 1970), Basketballspieler
- Hala Gorani (* 1970), syrisch-amerikanische Nachrichtensprecherin
- Arnold Hammerschlag (* 1970), Jazzmusiker
- Constance Zimmer (* 1970), Schauspielerin

#### 1971 bis 1980
- Natalie Grant (* 1971), Sängerin

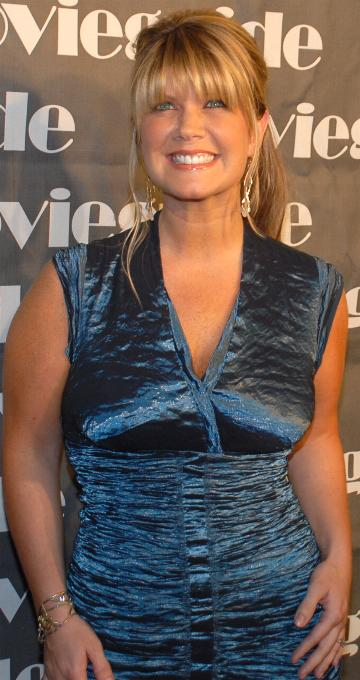
Natalie Grant (* 1971)

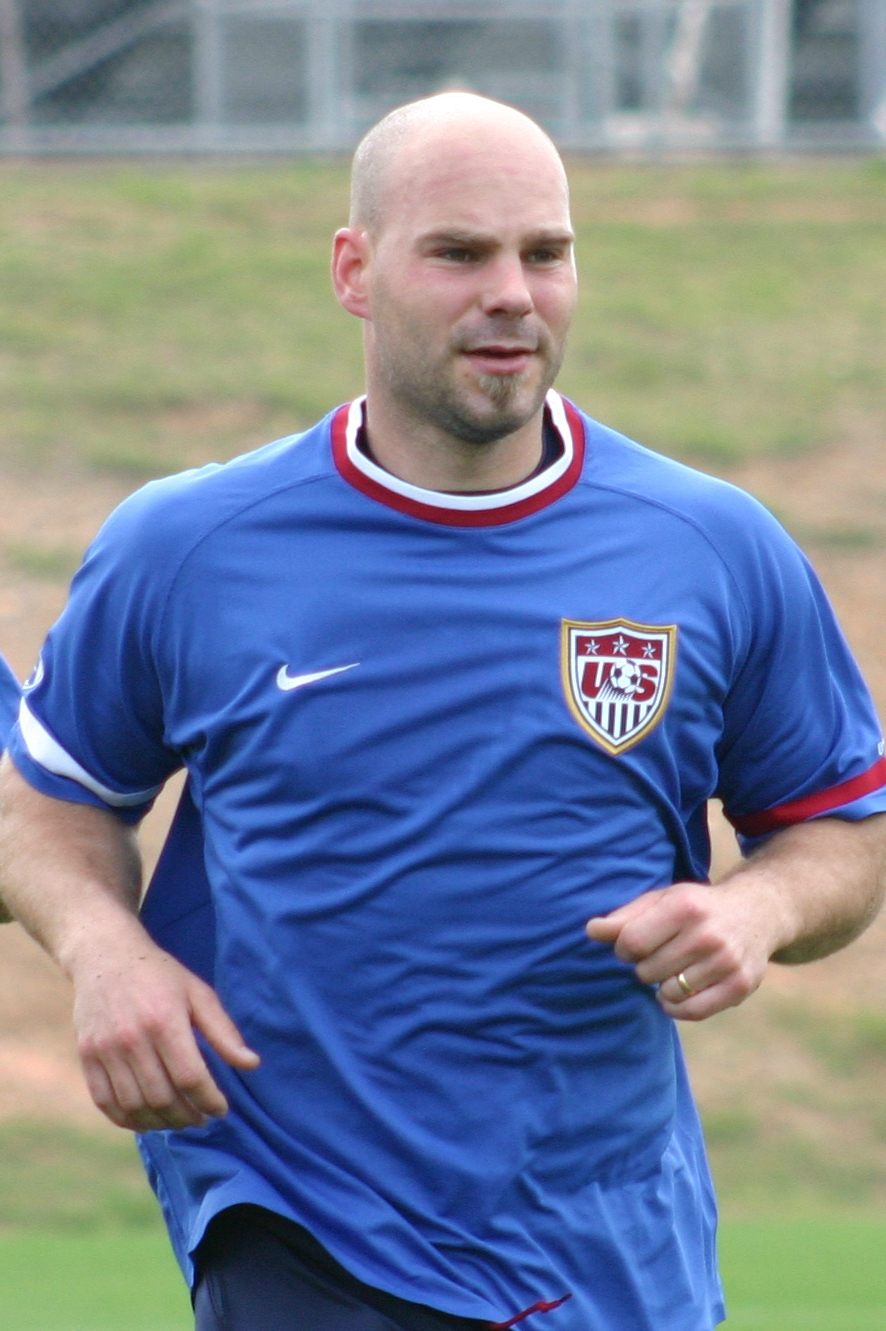
Marcus Hahnemann (* 1972)

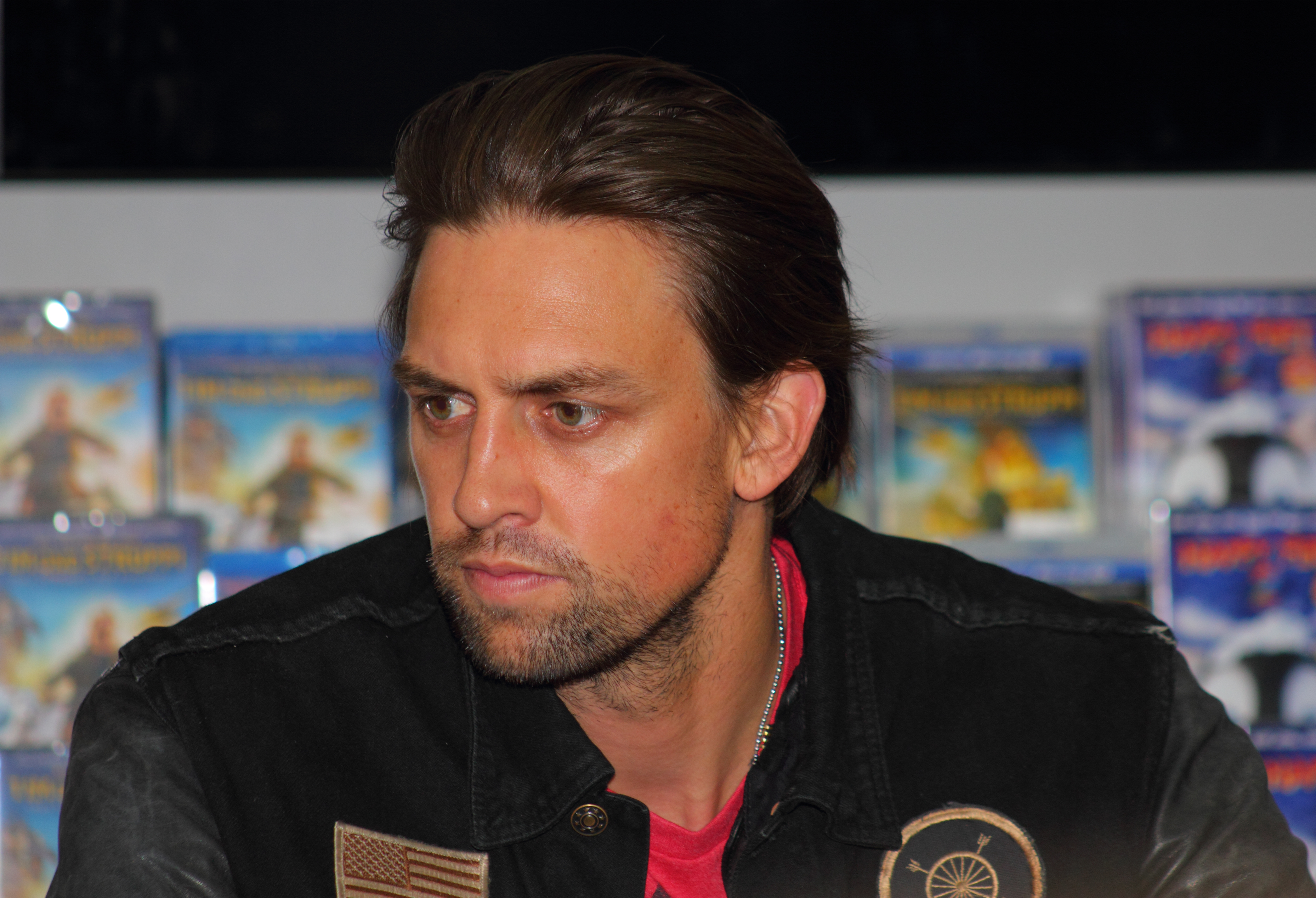
David Kennedy (* 1976)

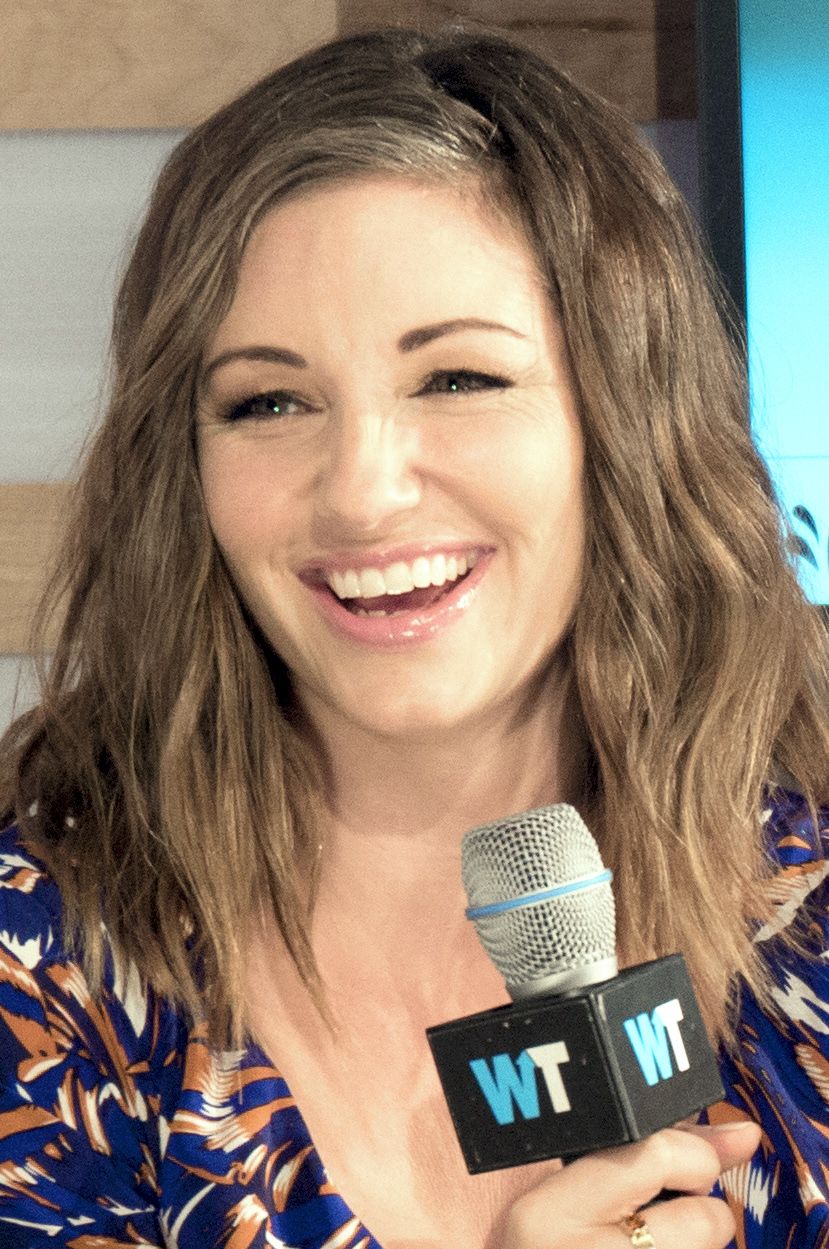
Bianca Kajlich (* 1977)

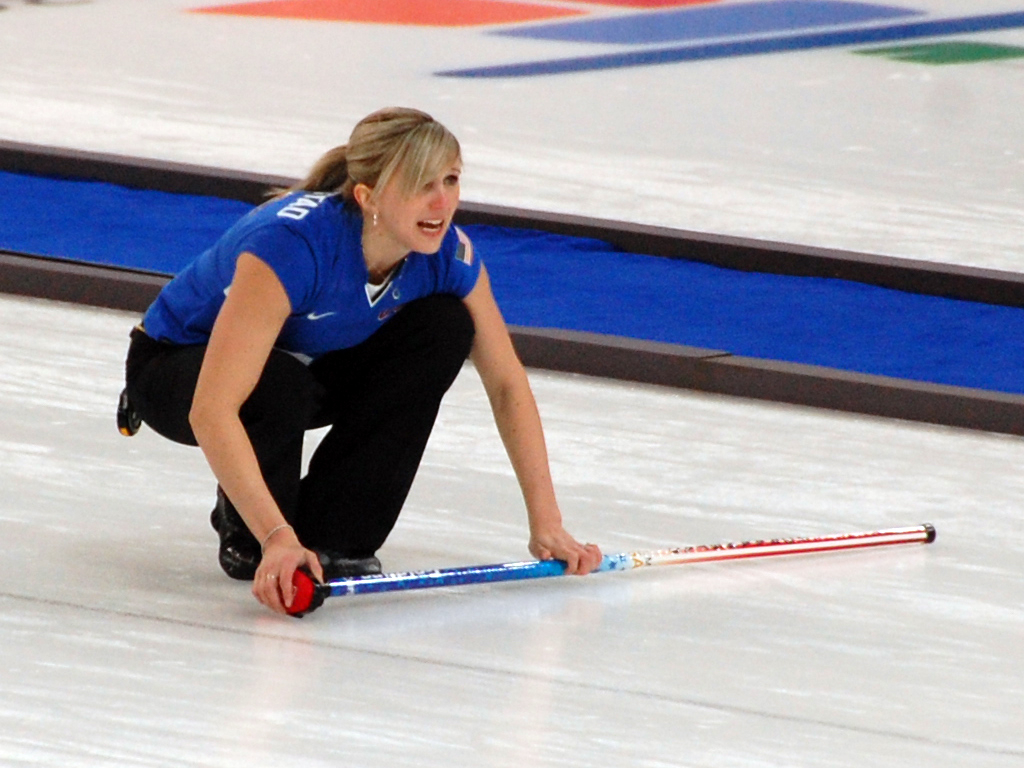
Nicole Joraanstad (* 1980)

- Nana Miyagi (* 1971), japanisch-US-amerikanische Tennisspielerin
- Megyn Price (* 1971), Schauspielerin
- David Leon Toups (* 1971), römisch-katholischer Bischof von Beaumont
- Tom Abbs (* 1972), Jazz-Musiker, Filmemacher und Musikmanager
- Rachel Brice (* 1972), Tänzerin und Choreografin
- Isis Gee (* 1972), US-amerikanisch-polnische Songwriterin, Komponistin und Sängerin
- William Goldsmith (* 1972), Schlagzeuger
- Dahlia Grey (* 1972), Fotomodell und Pornodarstellerin
- Marcus Hahnemann (* 1972), Fußballtorhüter
- Daniel Hallgrimson (* 1972), US-amerikanisch-deutscher Musiker und Basketballspieler
- Kevin Kaska (* 1972), Komponist, Dirigent und Arrangeur
- Tiombe Hurd (* 1973), Dreispringerin
- Jen Taylor (* 1973), Schauspielerin und Synchronsprecherin
- Carrie Brownstein (* 1974), Musikerin, Schauspielerin, Autorin, Regisseurin und Komikerin
- Corey Dillon (* 1974), American-Football-Spieler
- Ryan Longwell (* 1974), Footballspieler
- Antwine Williams (* 1975), Basketballspieler
- David Kennedy (* 1976), Gitarrist, Sänger und Songwriter
- Jamie Nieto (* 1976), Hochspringer
- Jarred Rome (1976–2019), Diskuswerfer
- Jeremy Teela (* 1976), Biathlet
- Bianca Kajlich (* 1977), Schauspielerin
- Johann Noetzel (* 1977), Fußballspieler
- Bradley Stryker (* 1977), Schauspieler
- Jason Terry (* 1977), Basketballspieler
- Scott Macartney (* 1978), Skirennläufer
- Ryan Tudhope (* 1978), Filmtechniker
- Kevin Burleson (* 1979), Basketballspieler
- Nick Thune (* 1979), US-amerikanischer Schauspieler, Comedian und Musiker
- Jamal Crawford (* 1980), Basketballspieler
- Nicole Joraanstad (* 1980), Curlerin
- Daniel Lee (* 1980), Cellist
- Chad McCullough (* ≈1980), Jazzmusiker

#### 1981 bis 1990

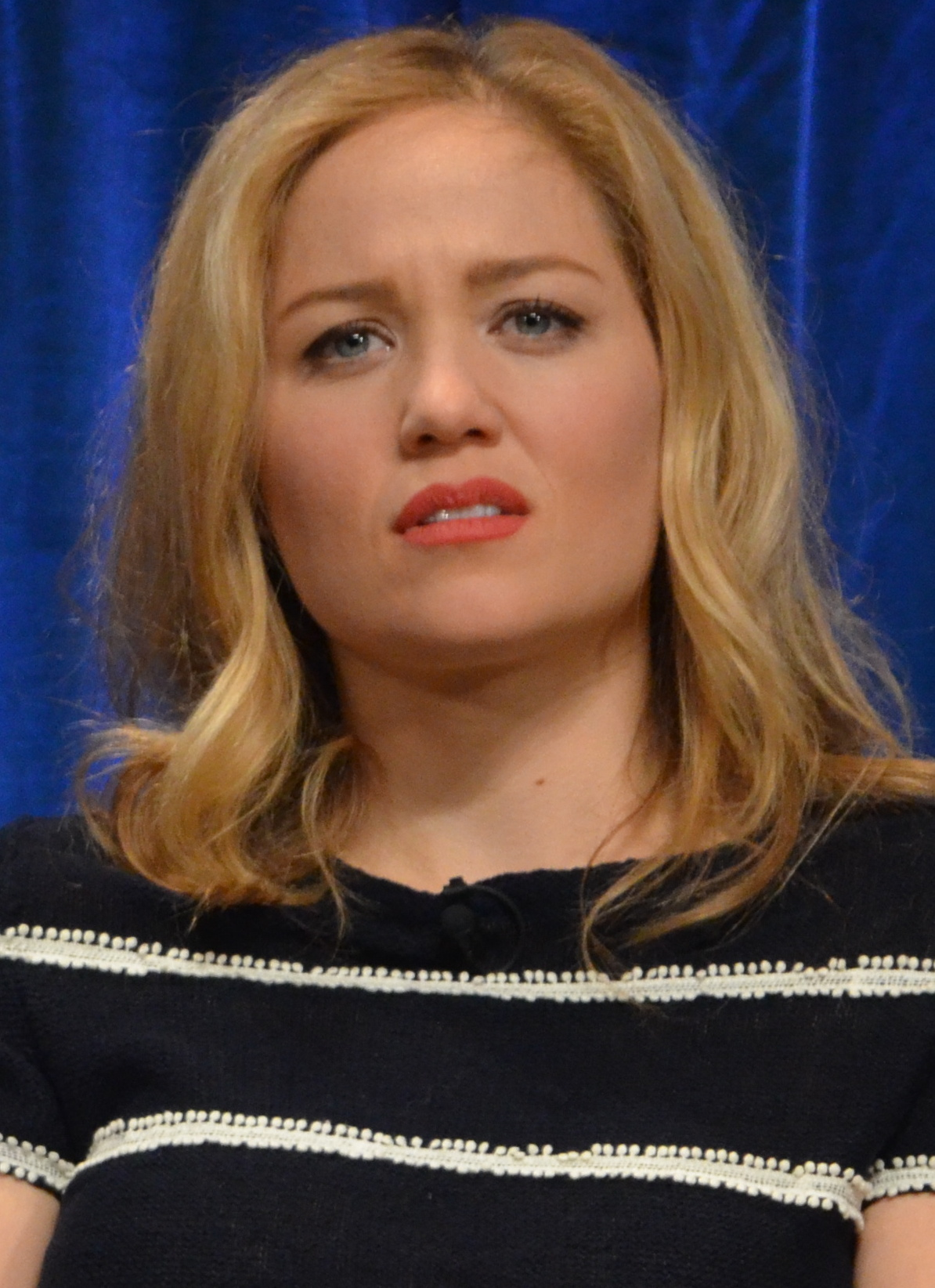
Erika Christensen (* 1982)

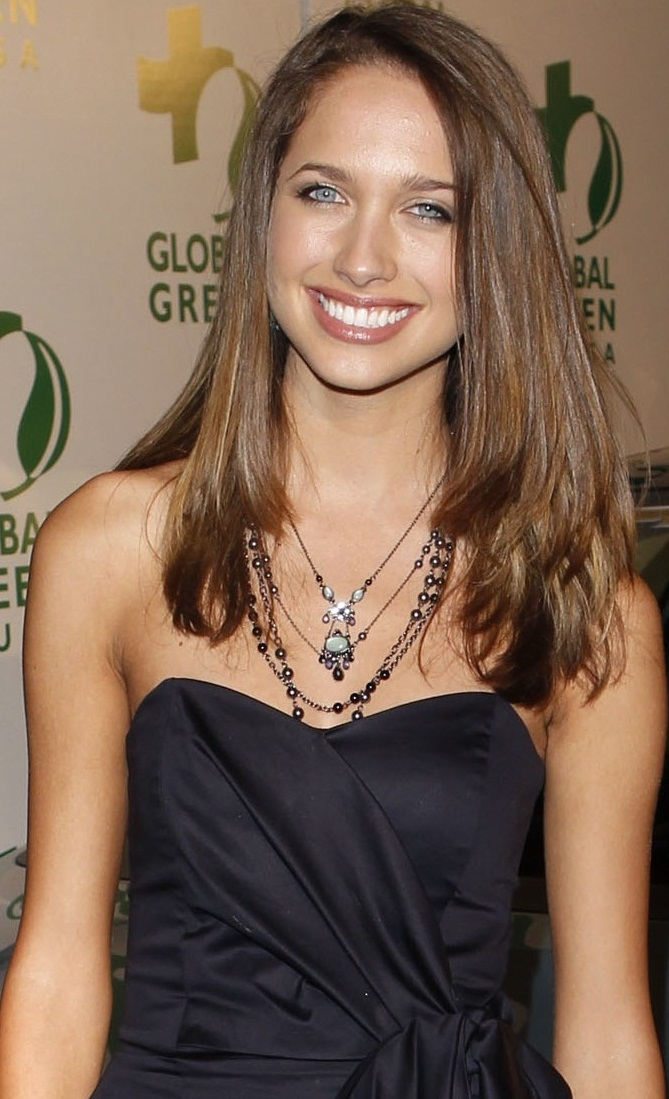
Maiara Walsh (* 1988)

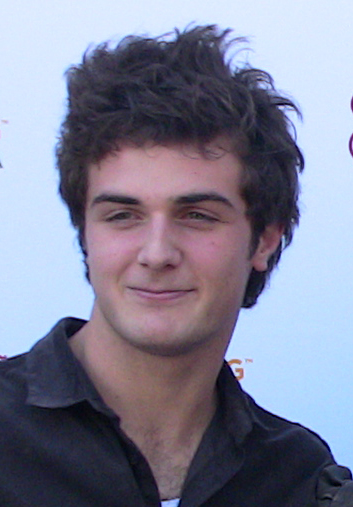
Beau Mirchoff (* 1989)

- Peter Reed (* 1981), britischer Ruderer
- Erika Christensen (* 1982), Schauspielerin
- Wil Francis (* 1982), Pop- und Rocksänger
- Sara Gazarek (* 1982), Jazzsängerin
- Tatum Greenblatt (* 1982), Jazzmusiker
- Apolo Anton Ohno (* 1982), Shorttrack-Läufer
- Eva Ceja (* 1983), Schauspielerin
- Macklemore (* 1983), Rapper
- Gianna Michaels (* 1983), Pornodarstellerin
- Ivyann Schwan (* 1983), Schauspielerin
- Lena Raine (* 1984), Komponistin und Musikproduzentin
- Ian Johns (* 1984), Pokerspieler
- Nate Robinson (* 1984), Basketballspieler
- Brandon Roy (* 1984), Basketballspieler
- Aaron Brooks (* 1985), Basketballspieler
- Melissa Reese (* 1985), Musikerin, Mitglied der Band Guns N’ Roses
- Emily Cross (* 1986), Florettfechterin
- Katherine Glessner (* 1986), Ruderin
- Augie Johnston (* 1986), Basketballspieler
- Ayron Jones (* 1986), Sänger und Gitarrist
- Ally Maki (* 1986), Schauspielerin
- Stacie Orrico (* 1986), Popsängerin
- Kara Winger (* 1986), Speerwerferin
- Terrence Williams (* 1987), Basketballspieler
- Spencer Hawes (* 1988), Basketballspieler
- Maiara Walsh (* 1988), Schauspielerin
- London Keyes (* 1989), Pornodarstellerin und Erotikmodel
- Beau Mirchoff (* 1989), Schauspieler
- Stefano Bizzarri (* 1990), Rennfahrer
- Jaron Brown (* 1990), American-Football-Spieler
- Kelsey Mines (* ≈1990), Jazzmusikerin

#### 1991 bis 2000
- Michael Berry (* 1991), Leichtathlet
- Yassamin Ansari (* 1992), Politikerin
- Riley Mulherkar (* ≈1992), Jazzmusiker

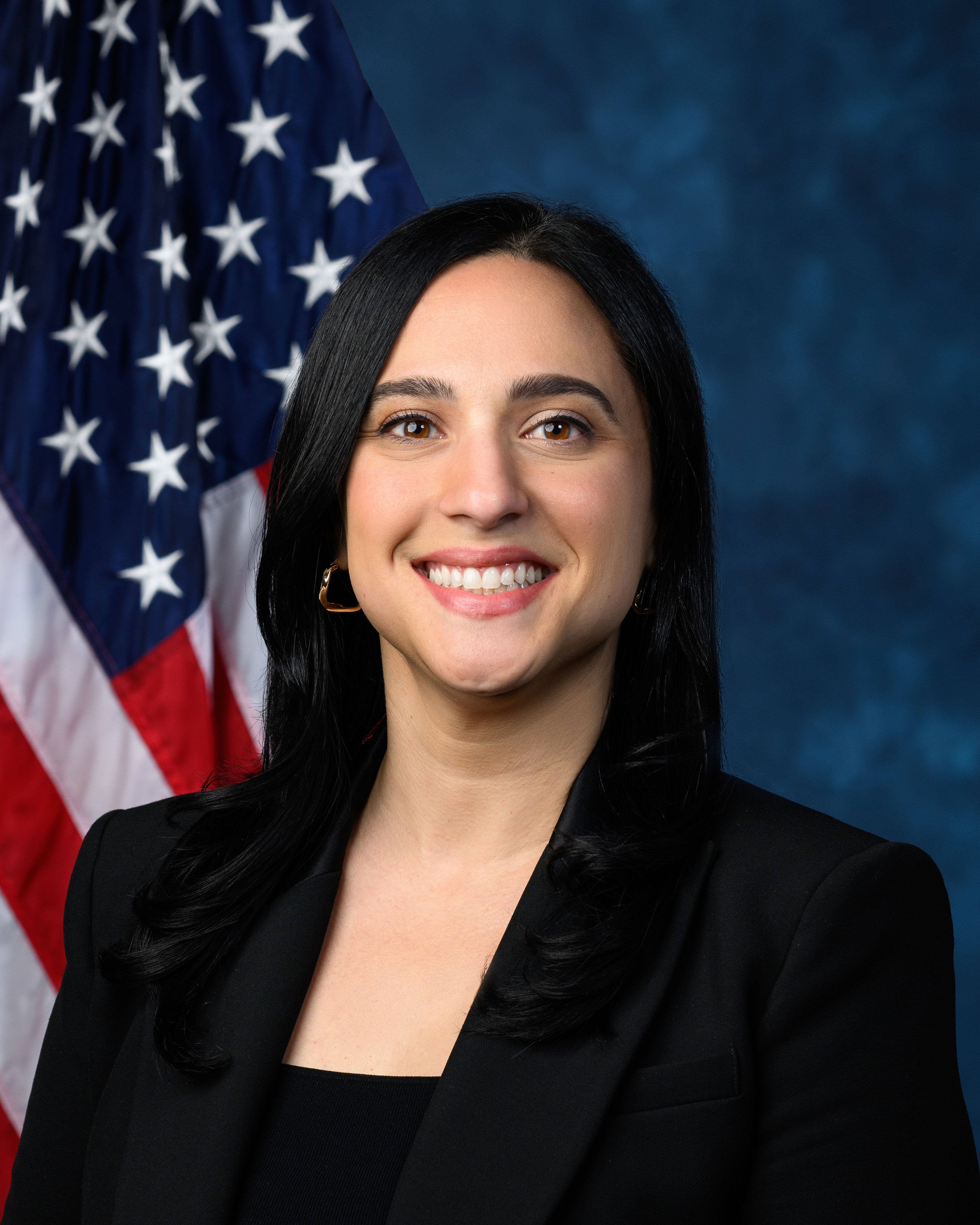
Yassamin Ansari (* 1992)

- Jak Knight (1993–2022), Künstlername des Komikers und Schauspielers Jakim Seeallah Maulana
- Adelle Tracey (* 1993), britische Leichtathletin
- DeAndre Yedlin (* 1993), Fußballspieler
- Dylan Arnold (* 1994), Schauspieler
- Emma Dumont (* 1994), Schauspielerin, Balletttänzerin und Model
- Darien Nelson-Henry (* 1994), Basketballspieler
- Alina Lopez (* 1995), Pornodarstellerin
- Sean Bailey (* 1996), Sportkletterer
- Dove Cameron (* 1996), Schauspielerin und Sängerin
- Emree Franklin (* 1996), Schauspielerin und Sängerin
- Dejounte Murray (* 1996), Basketballspieler
- Darby Allin (* 1997), Wrestler
- Collin Welp (* 1998), US-amerikanisch-deutscher Basketballspieler
- Chloe Loreen (* 1999), Beachvolleyballspielerin
- Evan Roe (* 2000), Schauspieler und Musicaldarsteller

#### Geburtsjahr unbekannt
- Joanna Hood, Bratschistin
- Risa H. Wechsler, Teilchenphysikerin und Astrophysikerin

### 21. Jahrhundert
- Joe-Joe Richardson (* 2001), Fußballspieler
- Corinne Stoddard (* 2001), Shorttrackerin

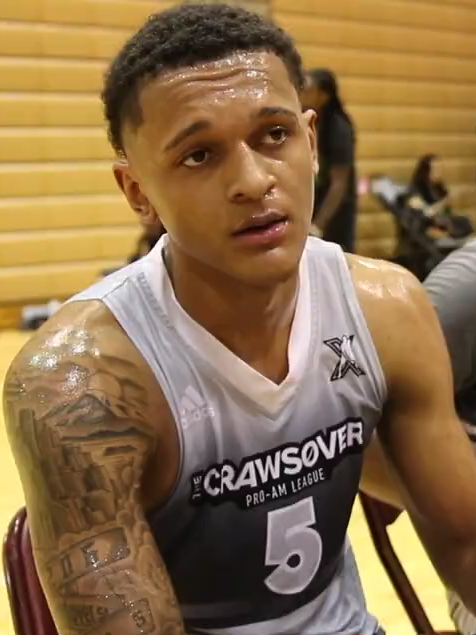
Paolo Banchero (* 2002)

- Joe Waskom (* 2001), Mittelstreckenläufer
- Paolo Banchero (* 2002), italienisch-US-amerikanischer Basketballspieler
- Nevin Harrison (* 2002), Kanutin
- Jay Park (* 2002), Sänger von Enhypen
- Abi Brittle (* 2003), Schauspielerin
- Julia David-Smith (* 2003), französisch-US-amerikanische Leichtathletin
- Keana Hunter (* 2004), Synchronschwimmerin
- Reed Baker-Whiting (* 2005), Fußballspieler

## Berühmte Einwohner von Seattle
- Essek William Kenyon (1867–1948), evangelikaler Pastor und Autor, lebte und wirkte 1931 bis 1948 in Seattle
- Betty MacDonald (1907–1958), amerikanische Schriftstellerin
- Torben Ulrich (1928–2023), dänischer Schriftsteller, Musiker, Filmemacher und Tennisspieler
- Sigrid Valdis (1935–2007), Schauspielerin
- Ron Hudson (1939–2011), Fotograf und Autor
- Jonathan Raban (1942–2023), britischer Schriftsteller
- Michael Winters (* 1943/44), Schauspieler
- Michael Dibdin (1947–2007), Krimi-Autor und Schriftsteller
- Charles Richard Johnson (* 1948), Roman- und Kurzgeschichtenautor, Essayist und Hochschulprofessor
- Jayne Ann Krentz (* 1948), Autorin
- Pete Carroll (* 1951), US-amerikanischer American-Football-Spieler und -Trainer, Head Coach der Seattle Seahawks
- Jim Woodring (* 1952), Künstler, Comiczeichner und -autor
- Robin Holcomb (* 1954), Jazz- und Folk-Komponistin, Songwriterin sowie Pianistin und Sängerin
- Jon Krakauer (* 1954), Autor
- Richard Paul Russo (* 1954), Science-Fiction-Autor
- Elena Donaldson-Akhmilovskaya (1957–2012), Schachspielerin
- Ronald Prescott Reagan (* 1958), Journalist
- Amy Thomson (* 1958), Schriftstellerin
- Dan Savage (* 1964), Journalist und Autor
- Franz Vohwinkel (* 1964), deutscher Grafiker
- Christian Welp (1964–2015), deutscher Basketballspieler und -trainer
- Gerald Brom (* 1965), Gothic- und Fantasy-Künstler und Illustrator
- Sherman Alexie (* 1966), Schriftsteller, Poet, Humorist und Drehbuchautor
- Ed Brubaker (* 1966), Comicautor und -zeichner
- Kurt Cobain (1967–1994), Leadsänger und Gitarrist der Band Nirvana
- Anu Garg (* 1967), Bestseller-Autor
- Joel McHale (* 1971), Schauspieler
- Tom Shear (* 1971), Musiker und Musikproduzent
- Ulrich Steidl (* 1972), deutscher Langstreckenläufer
- Cheyenne Jackson (* 1975), Sänger und Schauspieler
- Matthew Inman (* 1982), Cartoonist
- Katerina Rohonyan (* 1984), ukrainische Schachspielerin